# Lista de episódios de The Thundermans
Segue abaixo a lista de episódios da série de televisão americana, The Thundermans. The Thundermans é uma série americana de comédia que conta com uma família de super-heróis, que começou a ser exibida na Nickelodeon em 14 de outubro de 2013.
Em 8 de dezembro de 2013 a série foi renovada para uma segunda temporada com 25 episódios.
Em 4 de março de 2015, a série foi renovada para uma terceira temporada com 26 episódios. A terceira temporada estreou em 27 de junho de 2015.
Em 2 de março de 2016, a série foi renovada para uma quarta temporada com 26 episódios, que estreou em 22 de outubro de 2016. Em 16 de maio de 2017, a Nickelodeon anunciou mais 6 episódios à quarta temporada, deixando a série com 103 episódios.

## Resumo
| Temporadas | Temporadas | Episódios | Exibição original      | Exibição original    | Exibição no Brasil      | Exibição no Brasil     | Exibição em Portugal   | Exibição em Portugal    |
| Temporadas | Temporadas | Episódios | Estreia                | Final                | Estreia                 | Final                  | Estreia                | Final                   |
| ---------- | ---------- | --------- | ---------------------- | -------------------- | ----------------------- | ---------------------- | ---------------------- | ----------------------- |
|            | 1          | 20        | 14 de outubro de 2013  | 7 de junho de 2014   | 10 de abril de 2014     | 13 de novembro de 2014 | 7 de abril de 2014     | 26 de setembro de 2014  |
|            | 2          | 24        | 13 de setembro de 2014 | 28 de março de 2015  | 16 de fevereiro de 2015 | 23 de julho de 2015    | 9 de fevereiro de 2015 | 29 de outubro de 2015   |
|            | 3          | 25        | 27 de junho de 2015    | 13 de agosto de 2016 | 18 de janeiro de 2016   | 6 de abril de 2017     | 10 de março de 2016    | 28 de fevereiro de 2017 |
|            | 4          | 32        | 22 de outubro de 2016  | 25 de maio de 2018   | 31 de maio de 2017      | 14 de setembro de 2018 | 7 de abril de 2017     | 27 de setembro de 2018  |

## Episódios

### 1.ª temporada (2013-2014)
- A Temporada possui 20 episódios
- Kira Kosarin, Jack Griffo, Addison Riecke, Diego Velazquez, Chris Tallman e Rosa Blasi estão presentes nos episódios.

| # | #  | Título                                                                                               | Dirigido por      | Escrito por                     | Exibição original                                                  | Código de produção | Audiência (em milhões) |
| --- | -- | --- | ----------------- | ------------------------------- | ------------------------------------------------------------------ | ------------------ | ---------------------- |
| 1 | 1  | "Aventuras em Supersitting (PT)" "Dando Uma de Babá (BR)" "Adventures in Supersitting"               | Bob Koherr        | Jed Spingarn                    | 14 de outubro de 2013 7 de abril de 2014 10 de abril de 2014       | 101                | 2,39                   |
| Os Thundermans são uma família de super-heróis que estão tentando viver uma vida normal em Hiddenville. Os dois filhos mais velhos, os gêmeos Phoebe e Max Thunderman, devem cuidar dos irmãos mais novos, Nora e Billy, enquanto seus pais, Hank e Barb, vão jantar. Phoebe desobedece as ordens dos pais quando convida sua melhor amiga Cherry e expõe acidentalmente as habilidades de superpoderes da família. Quanto a Max, ele usa Nora e Billy para trabalhar em tarefas malignas no covil de seu quarto. Hank e Barb estão desfrutando o jantar até ouvirem que um animador da festa que devia ser Thunderman na festa de aniversário de uma criança não poderia realizar. Hank não quer decepcionar a criança, então ele decide usar o supersuit Thunderman sem expor seus verdadeiros super poderes. Estrela Convidada: Audrey Whitby (Cherry Seinfeld) |    | |                   |                                 |                                                                    |                    |                        |
| 2 | 2  | "Phoebe Vs. Max" "Phoebe vs. Max"                                                                    | Jonathan Judge    | Dan Cross David Hoge            | 2 de novembro de 2013 17 de abril de 2014 28 de abril de 2014      | 104                | 2,60                   |
| Uma guerra entre Max e Phoebe fica fora de controle. No início, Max despeja queijo derretido e chocolate na cabeça de Phoebe e transfere sua cama para a escola. Mais tarde, Phoebe engana Max para se vestir como dançarina de hula. Max revela a Phoebe que a única razão pela qual ele é mau é porque ele não quer viver na sombra de sua irmã e ser o segundo melhor, então ele preferiria ser o melhor para ser malvado. Hank e Barb tentam um novo estilo parental, deixando as crianças lidar com seus próprios problemas e Nora e Billy acabam tendo uma competição de lixo. Estrela Convidada: Audrey Whitby (Cherry Seinfeld) |    | |                   |                                 |                                                                    |                    |                        |
| 3 | 3  | "Jantar em Família" "Dinner Party"                                                                   | Victor Gonzalez   | Jed Spingarn                    | 9 de novembro de 2013 14 de abril de 2014 24 de abril de 2014      | 102                | 1,85                   |
| Assim como Hank lembra as crianças sobre não super-heróis na casa, Max planeja sabotar o jantar quando Phoebe convida a sua paixão, Cole Campbell e sua família rica. No entanto, assim como os planos de Max estão em jogo, sua paixão, Tara, também chega com a família. Isso faz com que Phoebe e Max trabalhem juntos para evitar que a noite se transforme em um completo desastre, enquanto eles também lidam com Nora, Billy e seus pais, que os estão envergonhando e seus convidados. Estrelas Convidadas: Audrey Whitby (Cherry Seinfeld), Logan Shroyer (Cole Campbell), Katherine McNamara (Tara), Robert Curtis Brown (Gerald Campbell), Margaret Easley (Fiona Campbell). |    | |                   |                                 |                                                                    |                    |                        |
| 4 | 4  | "Gincana de Matemática" "Report Card"                                                                | Jonathan Judge    | Nancy Cohen                     | 16 de novembro de 2013 21 de abril de 2014 15 de maio de 2014      | 103                | 1,89                   |
| Max muda as notas no seu boletim de notas e é movido para uma aula avançada, inicialmente apenas para irritar Phoebe e ganhar a classe, mas depois se torna serio em competir. A competição é apertada, e perto do final, Phoebe e Max usam suas superpoderes para tornar o jogador da outra equipe incapaz de falar. Enquanto isso, Nora, Billy e Hank tentam pegar um ladrão de jornal e aprender que o culpado é realmente o Dr. Colosso. De volta ao Math Bowl, as duas equipes estão empatadas, o que resulta em uma ronda de morte súbita com uma questão de desempate onde somente os capitães da equipe, Phoebe e Max, podem responder. Eles conseguem uma pergunta sobre a qual Max conhece a resposta, mas ele deliberadamente dá uma resposta errada para ganhar o time de Phoebe. Estrelas Convidadas: Kelly Perine (Math Bowl host), Elijah Nelson (Evan), Keely Marshall (Sarah). |    | |                   |                                 |                                                                    |                    |                        |
| 5 | 5  | "Dia de Matar Aula (BR)" "Dia da Balda (PT)" "Ditch Day"                                             | David Kendall     | Dicky Murphy                    | 23 de novembro de 2013 1 de maio de 2014 5 de maio de 2014         | 107                | 2,36                   |
| Max e Phoebe criam uma diversão para eles no Dia de Matar Aula, mas se torna uma corrida contra o tempo para correr para a escola e apagar as filmagens de Phoebe e Max usando seus poderes. No entanto, enquanto tentam chegar ao escritório do diretor, eles têm que participar de uma dança country do leste temática para evitar que os convidados conheçam seus motivos reais. Enquanto isso, Barb está doente e Hank está cuidando de babá para Nora e Billy, que estão tentando entrar nos planos de Phoebe e Max, enquanto Hank fica em casa e vê o filme Gatinhos no Espaço. Estrela Convidada: Mary Passeri (Sra. Williams). |    | |                   |                                 |                                                                    |                    |                        |
| 6 | 6  | "Este é um Trabalho para..." "This Looks Like a Job For..."                                          | Robbie Countryman | Anthony Q. Farrell              | 30 de novembro de 2013 12 de maio de 2014 22 de maio de 2014       | 109                | 1,79                   |
| Phoebe e Max querem novos telefones, mas os pais recusam porque os telefones são caros. Então, a entrevista de Phoebe e Max para um emprego na Sra. Wongs. Phoebe e Tyler são contratados, mas Tyler é rapidamente despedido depois de espirrar. Então, Max obtém o trabalho de Tyler obrigando os dois a aprender a trabalhar juntos em harmonia. A Sra. Wong incendia-os no primeiro dia por arruinar tudo e não trabalhar juntos, mas eles a convencerão de contratá-los de volta. Enquanto a Sra. Wong está ausente, eles aceitam uma enorme ordem de pizzas para que eles possam ganhar todo o dinheiro que precisam em um dia. Infelizmente, os gêmeos não conseguem acompanhar a velocidade da máquina e são forçados a desacelerá-lo bloqueando-o com pizza. A máquina ganha pressão e explode cobrindo a Sra. Wong com massa de pizza. Ela os despede novamente. Em casa, eles percebem que Nora e Billy compraram telefones depois de apostar contra Barb em empilhamento esportivo. Max e Phoebe chantageiam seus irmãos para dar-lhes os telefones, mas Nora atira o seu laser e derrete os telefones. Estrelas Convidadas: Helen Hong (Sra. Wong) Storm Reid (Avery) |    | |                   |                                 |                                                                    |                    |                        |
| 7 | 7  | "Hóspede no Fim de Semana" "Weekend Guest"                                                           | David Kendall     | Dan Serafin                     | 7 de dezembro de 2013 8 de maio de 2014 19 de maio de 2014         | 106                | 1,96                   |
| Hank e Barb deixam Max e Phoebe a cargo da casa enquanto vão a Metroburg pela leitura do tio "All American Blob" de Barb, Wilfred. Eles esperam que seu tio lhes deixe muita herança, mas o primo Blobbin herda todas as suas riquezas e mansões. Enquanto isso, de volta a casa, a professora de Phoebe pede-lhe para cuidar de uma planta carnívora para ela. Ela revela a seus irmãos que a planta se alimenta de moscas. Max fica obcecado com a alimentação do material da planta e alista Nora e Billy para roubá-lo de Phoebe, forçando Phoebe a estar em guarda o tempo todo. Phoebe acidentalmente deixa cair um tubo inteiro de água para a planta, fazendo com que ele comece a morrer. Max ajuda a consertar a planta com a condição de que Phoebe o deixará alimentar o que quiser. Phoebe aceita o acordo. Max traz a planta de volta à vida e alimenta muito comida, fazendo com que ela mata e fique muito grande. A planta engole o Dr. Colosso e começa a atacar as crianças. Uma vez que a planta é imune aos poderes, eles são forçados a criar um antídoto e descobrir uma maneira de alimentá-lo para a planta. Eles salvam o Dr. Colosso e a planta cresce até seu tamanho normal. Estrela Convidada: John Hartmann (Sr Finster). |    | |                   |                                 |                                                                    |                    |                        |
| 8 | 8  | "Presidente de Turma (PT)" "Presidente da Classe (BR)" "You Stole My Thunder, Man"                   | Shannon Flynn     | Sean W. Cunningham Marc Dworkin | 7 de dezembro de 2013 26 de maio de 2014 29 de maio de 2014        | 113                | 1,72                   |
| Phoebe está concorrendo ao presidente da classe e ela faz perguntas para Max e Cherry para pedir a ela para fazê-la parecer boa durante seu discurso. Ao ler as perguntas, Max começa a reclamar que essas não são as coisas sobre as quais os alunos se preocupam. Ele acaba levando um discurso inesperado sobre o que os alunos realmente querem. Isso finalmente o elegeu o presidente da classe, embora ele não estivesse correndo. Phoebe torna-se vice-presidente da Max e dá-lhe as ideias de "três abordagens" para apresentar ao diretor Bradford. Max apresenta as ideias com algumas melhorias como suas sem dar crédito à Phoebe. Isso torna Phoebe louca, especialmente desde que Max aproveitou ela. Nora aconselha Phoebe a se vingar de Max, alimentando-lhe uma planta russa que garantiu que Max dê uma dor de estômago ruim durante os dias em que Phoebe se tornaria presidente. Infelizmente, Flunky come a pizza com a planta primeiro e, acidentalmente, bate a Max por sua cova. Max cai sobre as rochas que Billy e Hank haviam escondido em sua cova. Ele fica gravemente ferido e pede a Phoebe para assumir o cargo de presidente da classe e desvendar sua nova máquina de smoothie. Depois de aprender com Nora que Phoebe fez isso de propósito, Max instala a máquina de smoothie para explodir. Durante a inauguração, Phoebe se sente culpada e os gêmeos pedem desculpas entre si. O diretor Bradford fica impaciente e abre a própria máquina de batido, fazendo com que ele exploda sobre ele. Estrelas Convidadas: Audrey Whitby (Cherry Seinfeld), Jeff Meacham (Diretor Bradford), Jace Norman (Flunky). |    | |                   |                                 |                                                                    |                    |                        |
| 9 | 9  | "Feira de Ciências" "Weird Science Fair"                                                             | Jonathan Judge    | Mike Alber Gabe Snyder          | 4 de janeiro de 2014 22 de maio de 2014 12 de setembro de 2014     | 105                | 2,22                   |
| Nora e Billy estão se preparando para uma próxima feira de ciências e Phoebe adverte-lhes para não mencionar a feira de ciências na frente de Max porque traz de volta boas lembranças. Eles fazem isso de qualquer maneira, fazendo com que Max narre como ele perdeu a feira do quinto ano para Phoebe depois que seu dispositivo não funcionou. Max então começa a ajudar Nora com seu projeto para que ele possa usá-lo para provar a si mesmo. Phoebe começa a ajudar Billy, levando a uma competição entre os Thunder Gêmeos. Phoebe e Max assumem forçosamente os projetos de Billy e Nora para terem a chance de recuperar sua vitória científica. Então, Nora dá a Billy uma ideia para sabotar os gêmeos durante a apresentação. Durante a Feira de Ciências, tanto Phoebe como Max assumem as apresentações também. Ambos os projetos de mau funcionamento levam a explosões. Nora e Billy lembraram Max e Phoebe para nunca mais assumir seus projetos. A medalha de ciência de Phoebe é tirada e os gêmeos são banidos de feiras científicas por serem uma desgraça para a comunidade científica. Estrela Convidada: Renee Percy (Lisa). |    | |                   |                                 |                                                                    |                    |                        |
| 10 | 10 | "Crime após Crime" "Crime After Crime"                                                               | Shannon Flynn     | Lisa Muse Bryant                | 11 de janeiro de 2014 12 de junho de 2014 15 de setembro de 2014   | 112                | 2,60                   |
| Os Thundermans e seus vizinhos estão preocupados com um novo vândalo do bairro que tem passado por quebrar as coisas. A Sra. Wong, sua sobrinha, Darcy e outros vizinhos, aproximam-se da casa de Thundermans para formar um grupo de observação do bairro, com Hank como capitão. Tanto a Sra. Wong quanto Phoebe suspeitam de Max como o vândalo, mas Max nega isso. Então, Phoebe segue Max e o buraco se esgueirando. Ela segue muito atrás apenas para encontrá-lo andando de bicicleta pequena. Max admite que ele está se esforçando para praticar andar de bicicleta, mas ele não pode deixar ninguém saber porque é embaraçoso. Então, quando o próximo crime é cometido e a Sra. Wong vê Max tudo enlameado, ela conclui que Max fez isso. Max admite ser o vândalo para evitar revelar seu segredo de bicicleta. A Sra. Wong assume a capitania de Hank. Phoebe persuade Max de dizer a eles a verdade, após o que os Thundermans planejam capturar-o em ação no parque para provar que Max é inocente. Os Thundermans passam a noite todo no parque de Hiddenville. O mesmo acaba sendo por ser Darcy Wong. Ela diz que ela gosta de destruir a propriedade de outras pessoas e ameaça os Thundermans de observar suas costas. Estrelas Convidadas: Haley Tju (Darcy Wong), Helen Hong (Sra. Wong). |    | |                   |                                 |                                                                    |                    |                        |
| 11 | 11 | "A Passagem do Cometa" "Going Wonkers"                                                               | Robbie Countryman | Jay J. Demopoulos               | 8 de fevereiro de 2014 19 de junho de 2014 16 de setembro de 2014  | 110                | 2,36                   |
| O cometa de Aquiles está passando pela Terra, e está tornando loucos os poderes dos Thundermans. Phoebe não pode ir à escola dançar com Cole por causa do cometa, a menos que ela e Max fiquem três pés juntos. A dança vai terrível quando Max arruína a noite para eles, com Max se envolveu em uma dança, fazendo Cole ir embora. Phoebe corre para a casa de Cole para ele perdoá-la antes de partir para uma viagem de uma semana. Enquanto isso, o resto da família tenta controlar seus poderes. Estrelas Convidadas: Logan Shroyer, Kelly Marshall, Chantz Simpson (Jacob), Cassidy Shaffer (Cortni). |    | |                   |                                 |                                                                    |                    |                        |
| 12 | 12 | "Penetras no Restaurante" "Restaurant Crashers"                                                      | Trevor Kirschner  | Dicky Murphy                    | 15 de fevereiro de 2014 26 de junho de 2014 17 de setembro de 2014 | 111                | 1,79                   |
| É o aniversário de Hank e Barb, e Hank comprou um novo carro para Barb como um presente de aniversário surpresa. Infelizmente, Phoebe descobre sobre o carro, o que é um problema, porque ela não é boa em manter esses segredos. Hank tenta o seu melhor para garantir que Phoebe não conte a ninguém. Enquanto os pais estão ausentes, Phoebe diz acidentalmente Max, Billy e Nora sobre o carro. Eles entram para verificar isso, mas, acidentalmente algo da garagem cai em cima do carro. Agora, eles devem consertar o carro antes que seus pais voltem para casa. Eles pedem ao seu primo Blobbin para ajudar a arruma-lo, mas ele diz que ele fará isso com a condição de que Hank diz que ele o ama desde que ele não havia falado antes. Max mostra Phoebe um aplicativo de celular que ele usa para editar palavras juntas que poderiam usar para fazer parecer que Hank dizia: "Eu amo você, Blobbin". Tudo o que eles precisam fazer é se penetrarem no restaurante e se certificar de que Hank diz essas palavras em qualquer ordem. Não é tão suave quanto o planejado, mas depois de finalmente obter as palavras, eles os reproduzem para Blobbin, que compra um carro novo para substituir o quebrado. Hank descobre o que aconteceu, mas ele não fica bravo com Phoebe porque Barb ama o carro novo. Estrela Convidada: Harvey Guillen (Blobbin) |    | |                   |                                 |                                                                    |                    |                        |
| 13 | 13 | "Thundersentido" "Thundersense"                                                                      | Jonathan Judge    | Dan Serafin                     | 15 de março de 2014 15 de setembro de 2014 18 de setembro de 2014  | 114                | 2,37                   |
| Phoebe pensa que ela é apenas um herói com sua nova habilidade de Thundersentido, mas Hank tenta tranqüilizar Phoebe que ela é uma heroína com ou sem ela. Enquanto isso, Max cede em troca de um trampolim em troca de silêncio sobre o seu Thundersentido. No entanto, eles ficam sem o trampolim quando deixou Billy pendurado no telhado. Estrela Convidada: Audrey Whitby (Cherry Seinfeld). |    | |                   |                                 |                                                                    |                    |                        |
| 14 | 14 | "O Clone da Phoebe" "Phoebe's a Clone Now"                                                           | David DeLuise     | Jenn Lloyd Kevin Bonani         | 15 de março de 2014 14 de julho de 2014 19 de setembro de 2014     | 108                | 2,46                   |
| Phoebe fica agarrada com muitas atividades e Max ajuda-a criando um clone para que ela possa estar em dois lugares ao mesmo tempo. No entanto, como muitas das invenções de Max não funciona muito bem, o Clone de Phoebe revela-se realmente burro. Phoebe e Max tentam restringir o clone vendendo brownies na venda de biscoito de Phoebe e Cherry, mas escapa, deixando Phoebe amarrada e amordaçada debaixo da mesa. Max eventualmente consegue parar o clone. Enquanto isso, Nora e Billy devem encontrar uma rotina de dança para o show de talentos da escola. Estrela Convidada: Audrey Whitby (Cherry Seinfeld). |    | |                   |                                 |                                                                    |                    |                        |
| 15 | 15 | "Aniversário Gelado" "Have a Ice Birthday"                                                           | Tim Ryder         | Sean W. Cunningham Marc Dworkin | 22 de março de 2014 16 de setembro de 2014 20 de setembro de 2014  | 115                | 1,67                   |
| É o aniversário de Phoebe e Max e eles estão planejando fazer uma grande festa com seus amigos em vez das atividades familiares habituais que fazem todos os anos. Então, os gêmeos pedem a Sra. Wong para usar o Palácio da Pizza Wong Palace para a festa de aniversário. Max congela a Sra. Wong para impedir que ela descubra que ele convidou toda a classe. Infelizmente, a "estátua" congelada da Sra. Wong é erroneamente carregada por uma classe de dojo enquanto pegava sua pizza. Max e Phoebe são forçados a deixar sua própria festa para recuperar a Sra. Wong. No dojo, Phoebe finge ser "a Escolhida" para convencer o sensei a deixá-los ter a estátua de volta. Os gêmeos levam a Sra. Wong de volta apenas para descobrir que a festa acabou. Eles a descongelam e voltam para casa para comemorar o aniversário com sua família. Notas - Kel Mitchell da série Kenan and Kel está presente neste episódio interpretando o Sensei Kenny. Estrelas Convidadas: Helen Hong, Audrey Whitby, Elijah Nelson e Kel Mitchell (Sensei Kenny). |    | |                   |                                 |                                                                    |                    |                        |
| 16 | 16 | "A Festa do Pijama" "Nothing to Lose Sleepover"                                                      | Sean Mulcahy      | Gigi McCreery Perry Rein        | 26 de abril de 2014 17 de setembro de 2014 22 de setembro de 2014  | 117                | 1,77                   |
| Phoebe hospeda uma piada e expõe seus poderes para salvar a festa. Ela agora tem que usar uma tornozeleira que a impede de usar seus poderes. Em seu covil, Max vê uma partida de luta livre na TV 3D, enquanto Hank aceita uma aposta para quebrar o robô de brinquedo indestrutível de Billy, mas é repetidamente mal sucedido ao fazê-lo. Estrelas Convidadas: Audrey Whitby, Keely Marshall, Krista Marie Yu (Ashley) e Teala Dunn (Kelsey). |    | |                   |                                 |                                                                    |                    |                        |
| 17 | 17 | "Lindinhos do Coral" "Pretty Little Choirs"                                                          | Shannon Flynn     | David Hoge Dan Cross            | 3 de maio de 2014 18 de setembro de 2014 23 de setembro de 2014    | 118                | 1,67                   |
| Phoebe enfrenta um rival no coral da escola, uma garota chamada Verônica. Max ajuda Phoebe com vingança, mas ele se torna seu "namorado". No entanto, ele logo aprende a verdade de que ele realmente não é seu namorado, de acordo com ela. Enquanto isso, Nora e Billy devem se infiltrar na casa de Darcy para recuperar o Dr. Colosso, depois que Darcy o ouviu falar e roubou-o. Ao mesmo tempo, Darcy insultou o penteado de Barb logo que Barb disse a Hank que deixasse insultos rolar suas costas. Barb fica com o cabelo tingido de laranja apesar disso e piora usando os produtos químicos de Max para tentar trocá-lo de volta. Estrelas Convidadas: Audrey Whitby, Elijah Nelson, Haley Tju e Gilland Jones (Verônica). |    | |                   |                                 |                                                                    |                    |                        |
| 18 | 18 | "Dr. Thunderman Apresenta-se ao Serviço (PT)" "Chamando Dr. Thunderman (BR)" "Paging Dr. Thunderman" | Robbie Countryman | Jed Spingarn                    | 3 de maio de 2014 24 de setembro de 2014 13 de novembro de 2014    | 119                | 1,76                   |
| Enquanto Hank e Barb dirigem Nora para uma entrevista de escola de prestígio, Phoebe e Max devem cuidar do Billy. Max e Billy jogam o Danger Disk na casa e Billy feriu seu polegar. Agora eles precisam levar Billy para o hospital. O problema é que a biologia de Billy é diferente. Eles conseguem enganar o médico e obter a receita para o polegar, mas Max desmaia devido a uma agulha, e agora eles têm que obter os resultados do exame cerebral. Enquanto isso, Hank e Nora simplesmente querem o sorvete gratuito oferecido pela escola, mas quando duas garotas inocentes dizem que Nora nunca conseguirá entrar, ela vai muito longe tentando provar que ela pode entrar. No entanto, ela percebe que vai sentir falta indo para a escola com Billy, e ela, Hank e Barb sabotaram a entrevista com uma bagunça de sorvete. Estrelas Convidadas: Caitlin Muelder (Dean Bartholet), Rodney J. Hobbs (Dr. Miller) |    | |                   |                                 |                                                                    |                    |                        |
| 19 | 19 | "Férias em Família" "Up, Up, and Vacay!"                                                             | Jonathan Judge    | Anthony Q. Farrell              | 31 de maio de 2014 25 de setembro de 2014 4 de outubro de 2014     | 116                | 1,60                   |
| Nota - Há dois finais diferentes para esse episódio. No final original, que foi o único lançado no iTunes, o Thundermans rastejam até a linha de chegada e vai para os castelos. Um final alternativo foi mostrado em Nickelodeon após o primeiro, no qual Max é jogado sobre a linha de chegada e eles vão para a praia. Estrela Convidada: Jeff Meacham (Diretor Bradford). |    | |                   |                                 |                                                                    |                    |                        |
| 20 | 20 | "Professor Substituto" "Breaking Dad"                                                                | Shannon Flynn     | Jed Spingarn                    | 14 de junho de 2014 25 de setembro de 2014 26 de setembro de 2014  | 120                | 2,16                   |
| Phoebe fica chateada quando seu professor de ciências lhe dá um B, então Hank substitui o professor e as notas da classe. No entanto, ela inesperadamente recebe um D como sua nova nota depois que ela fez seu projeto. Além disso, Hank adormece de comer um dos sanduiches dorminhocos de Max, e cabe a Phoebe e Max salvá-lo durante a apresentação científica. Enquanto isso, Nora e Billy trabalham com Barb e Dr. Colosso para tentar livrar-se de esquilos que entraram na casa quando a porta dos fundos foi deixada aberta. No final, Hank dá a Max um de seus sanduiches dormindo para o jantar, causando que Max adormeça, o que deixa a família uma desculpa para desenhar em seu rosto. Estrelas Convidadas: Audrey Whitby, Jeff Meacham, Andrew Friedman (Mr. Begbouday) |    | |                   |                                 |                                                                    |                    |                        |

### 2.ª temporada (2014–2015)
- A Temporada possui 25 episódios.
- Kira Kosarin, Jack Griffo, Addison Riecke, Diego Velazquez, Chris Tallman e Rosa Blasi estão presentes em todos os episódios.
- Essa Temporada possui o primeiro Especial de 1 Hora chamado "Nasce um Herói" com o nascimento de Chloe Thunderman que é intepretada por Maya Le Clark.

| # | #    | Título | Dirigido por      | Escrito por                                     | Exibição original                                                      | Código de produção | Audiência (em milhões) |
| --- | ---- | --- | ----------------- | ----------------------------------------------- | ---------------------------------------------------------------------- | ------------------ | ---------------------- |
| 21 | 1    | "A Thundervan (BR) A Thundercarrinha (PT)" "The Thunder Van"                                                     | Jonathan Judge    | Lisa Muse Bryant                                | 13 de setembro de 2014 18 de fevereiro de 2015 09 de fevereiro de 2015 | 203                | 1,56                   |
| Hank quer que Phoebe seja uma boa super-heroína, fazendo com que ela faça um trabalho árduo, mas prefiria ir ao cinema com Cherry. As crianças tomam uma alegria na Thunder Van incitando Hank a ensinar-lhes uma lição. Phoebe e Max vão para lugares que podem ser perigosos até que seus pais descubram e diga que era falso porque achavam que era um criminoso. Phoebe admite que não quer fazer o teste cedo e ir para a universidade herói e, em vez disso, quer ficar em Hiddenville e ser uma garota normal. |      | |                   |                                                 |                                                                        |                    |                        |
| 22 | 2    | "Quatro Superseres & um Bebê (BR)" "Four Supes and a Baby"                                                       | Jonathan Judge    | Dan Serafin                                     | 20 de setembro de 2014 16 de fevereiro de 2015 10 de fevereiro de 2015 | 201                | 1,38                   |
| Phoebe tem uma paixão obsessiva por Dylan. Depois de descobrir que Dylan cuida de seu irmãozinho, Phoebe mente para ele que ela também cuida de seu irmão e irmã. Então, eles concordam em se encontrar no parque para um encontro de seus bebês. Enquanto isso, Max obtém um cofre de Dark Mayhem e força Billy e Nora para ajudar a abri-lo com seus poderes. Phoebe usa telecinésia para puxar Nora e Billy do covil do Max e forçá-los a ir ao parque com ela. Max vem ao parque e leva as crianças de volta para que elas possam abrir o cofre. Ele pegou erroneamente o carrinho de criança do Dylan, confundindo-o com o carrinho de criança Bebê Lulu de Nora. Phoebe descobre que Max pegou o verdadeiro bebê e os deixou com a Bebê Lulu. Max é forçado a cuidar do bebê Rusty enquanto tenta encontrar uma maneira de superar seus pais. No parque, Phoebe mantém Dylan longe do bebê enquanto espera que Max devolva o bebê real. Dylan fica suspeito e Phoebe está prestes a dizer a ele a verdade quando Max, Nora e Billy chegam a tempo. Eles trocam os bebês. Dylan agarra-se Rusty e sai com raiva, recusando-se a ter um encontro com Phoebe novamente. Estrelas Convidadas: Jordan Fisher (Dylan) e Audrey Whitby (Cherry). |      | |                   |                                                 |                                                                        |                    |                        |
| 23 | 3    | "Os Capangas do Max (BR)" "Max's Minions"                                                                        | Sean Mulcahy      | Anthony Q. Farrell                              | 27 de setembro de 2014 20 de fevereiro de 2015                         | 205                | 1,53                   |
| Após a brincadeira de Max sobre o diretor, os nerds da escola começam a pedir-lhe conselhos sobre como fazer brincadeira com as pessoas. Max os ensina e os chama de Capangas, mas quando eles tragam Max e o tornam vítima de uma brincadeira humilhante, Max deve encontrar uma maneira de recuperar sua reputação como garoto mais malvado na escola. Enquanto Phoebe quer ir a um clube com Cherry e seus outros amigos, Hank e Barb querem que ela faça suas tarefas antes de ir, então ela pede a ajuda de Nora e Billy. Estrelas Convidadas: Audrey Whitby, Jeff Meacham, Major Curda (Lionel), Phillip Wampler (Jake), Jacob Timothy Manown (Tom) e Teala Dunn. |      | |                   |                                                 |                                                                        |                    |                        |
| 24 | 4    | "Pheebs Roqueira (BR)" "Pheebs Will Rock You"                                                                    | Robbie Countryman | Sean W. Cunningham Marc Dworkin                 | 4 de outubro de 2014 25 de março de 2015                               | 208                | 1,83                   |
| Phoebe diz a Barb que ela tem uma paixão por um novo aluno, um roqueiro chamado Oyster, que escreve as letras mais bonitas. Ela deseja que alguém a introduza nele - antes de Max entrar na sala com Oyster. Max diz que ele, Oyster, Gideon e Angus estão começando uma banda juntos. Phoebe pergunta a Max para prepará-la com Oyster, mas Max se recusa alegando que Oyster é um menino ruim e Phoebe é muito boa. Então, Phoebe coloca maquiagem escura e começa a agir como uma garota má para impressionar a Oyster. Max não quer que seus companheiros de banda namore sua irmã, mas Oyster insiste que seu violão escolheu Phoebe. Oyster deixa a banda e leva Phoebe em um encontro. Durante ao encontro, Phoebe percebe que Oyster está obcecado com sua guitarra. Mesmo as lindas letras que ele escreveu eram para sua guitarra. Ela quer terminar o namoro, mas joga para provar Max errado. As tentativas de Max para provar que Phoebe não é do tipo Oyster falham. Então, ele contrata um ex-prisioneiro para dar a eles tanto para Phoebe quanto para Oyster como presente para o amor deles. Phoebe enlouquece e admite que Max estava certo: ela e Oyster não são compatíveis. Ela ajuda a Oyster a se juntar a banda de Max. Estrelas Convidadas: Tanner Stine (Oyster), Helen Hong, Jim McCaffree (Principal Manbeck), Lizzy Greene (Morgan). |      | |                   |                                                 |                                                                        |                    |                        |
| 25 | 5    | "Thundermans Assombrados (BR)" "The Haunted Thundermans"                                                         | Trevor Kirschner  | Jed Springarn                                   | 11 de outubro de 2014 30 de abril de 2015 31 de outubro de 2015        | 999-60             | 2,50                   |
| Quando os Thundermans conhecem os Hathaways e Prestons, eles se amaldiçoam um com o outro, mas quando Phoebe é possuída pelo fantasma verde, eles precisam trabalhar juntos. Enquanto isso, Nora, Billy e Frankie estão na cidade e recebem doces. Frankie não quer a ajuda de Louie porque ele não é tão inteligente, mas depois descobre que ela precisa de sua ajuda. Notas: - Esse é o primeiro crossover em The Thundermans. - Kira Kosarin e Chase Austin namoraram na vida real. - Esse é um crossover de 1 hora com The Haunted Hathaways. Estrelas Convidadas: JT Neal (Scott Tomlinson), Chase Austin (Chad), David Ury (Green Ghoul), Daniele Gaither (Super Presidente Kickbutt) |      | |                   |                                                 |                                                                        |                    |                        |
| 26 | 6    | "Preparar, Picotar, Já (BR)" "Shred it Go"                                                                       | David Kendall     | Sasha Stroman                                   | 1 de novembro de 2014 24 de março de 2015                              | 207                | 2,21                   |
| Phoebe quer ganhar ingressos para um show do MKTO. O crush de Max, Cassandra, no Splatburger acaba por ser um grande fã do MKTO. Max finge ser um fã demais para que ele possa ir ao show com ela. Então, Max ajuda Phoebe a ganhar dois ingressos para o show, um para ele. Quando Phoebe desconhece os ingressos, ela assume que eles foram destruídos pelo novo triturador de seu pai. Max encontra os ingressos, mas antes de dar a Phoebe, ele descobre que Cassandra não ganhou nenhum ingresso. Então ele esconde os ingressos da Phoebe e dá o ingresso de Phoebe para Cassandra. Infelizmente, Max enfrenta uma série de infortúnios, tornando impossível chegar ao show. Cassandra tira vídeos embaraçosos de Max. Enquanto isso, de volta ao Splatburger, Phoebe fica surpresa ao ver o MKTO entrar na lanchonete. Depois de fingir que ela não os conhece, ela cede e diz que ela é grande fã. Eles realizam um show privado para ela. Estrelas Convidadas: Sydney Park (Cassandra), Malcolm Kelley, Tony Oller como MKTO, Tanner Stine e Rob Ramsay (Jay Jay). |      | |                   |                                                 |                                                                        |                    |                        |
| 27 | 7    | "O Detetive Azul (BR)" "Blue Detective"                                                                          | Alex Zamm         | Sean W. Cunningham Mark Dworkin                 | 8 de novembro de 2014 12 de março de 2015 06 de junho de 2015          | 217                | 2,06                   |
| Max está em um encontro com Maddy no Splatburger quando ele misteriosamente se torna azul. Maddy enlouquece e foge. Max vai para casa e pede uma reunião familiar de emergência para tentar descobrir quem o deixou azul. Para cada um deles, ele enumera as razões pelas quais eles tinham o motivo de torná-lo azul. Durante os interrogatórios, Phoebe fica azul também. Então, eles restringem seus interrogatórios a Nora e Billy que não cumprem. Os gêmeos ficam sem ideias até que Maddy volte a pedir desculpas a Barb por perder sua pulseira. As alergias de Maddy começam novamente, o que ajuda Max a resolver o mistério. Max descobre que foi o Dr. Colosso quem o deixou azul. O Dr. Colosso admite cometer o crime, mas diz que ele só fez isso porque ama Max e não queria perder ele para Maddy. Estrelas Convidadas: Rob Ramsay, Gabrielle Elyse (Maddy). |      | |                   |                                                 |                                                                        |                    |                        |
| 28 | 8    | "Torcida e Presente Perigoso (BR)" "Cheer and Present Danger"                                                    | Jonathan Judge    | Jed Springarn                                   | 15 de novembro de 2014 17 de fevereiro de 2015                         | 202                | 1,99                   |
| A amizade de Phoebe e Cherry fica em perigo quando apenas um deles faz o time de torcedores. Ao mesmo tempo, quando Max ganha um concurso na pizzaria da Sra. Wong, todo mundo acredita que ele roubou, resultando em todas as entregas que contêm cabeças de peixe como a cobertura. Enquanto isso, Nora e Billy mantêm um gato de rua como seu animal de estimação. Estrelas Convidadas: Audrey Whitby, Helen Hong, Jeff Meacham, Brooke Sorenson (Madison). |      | |                   |                                                 |                                                                        |                    |                        |
| 29 | 9    | "Mudando de Artes (BR)" "Change of Art"                                                                          | Carl Lauten       | David Hoge Dan Cross                            | 22 de novembro de 2014 19 de fevereiro de 2015                         | 204                | 1,81                   |
| Phoebe está com ciúmes das habilidades de arte de Max, especialmente porque seu professor de arte continua louvando as peças mestres de Max enquanto esmaga a falta de habilidades de Phoebe. Phoebe descobre mais tarde que Max usou Billy para roubar pinturas e outras peças de arte para ele. Ela pede a Billy que roube uma para ela para que ela possa apresentá-la para o leilão de arte de classe. Durante o leilão, Billy revela que o vaso de Phoebe é do museu Hiddenville. Barb compra o vaso de Phoebe, após o que Phoebe leva para devolvê-lo de volta ao museu. Phoebe, Max e Billy correm para o museu, enquanto Nora tenta manter o leilão, empurrando Sarah e Barb para não desistir de licitação para a pintura de Max. Max usa a oportunidade no museu para levar um selfie ladrão de arte como parte de seus esforços para impressionar seus seguidores no Evilgram. Eles retornam ao leilão apenas a tempo antes de serem encrencados. Estrelas Convidadas: Jeff Meacham, Keely Marshall, Stephanie Escajeda (Mrs. Matson) e Lizzy Greene. |      | |                   |                                                 |                                                                        |                    |                        |
| 30 | 10   | "O Natal dos Thundermans (BR) Feliz Natal Na Thunderlandia (PT)" "Winter Thunderland"                            | Michael Shea      | Wesley Johnson Scott Taylor                     | 29 de novembro de 2014 22 de maio de 2015 15 de julho de 2015          | 215                | 2,12                   |
| Na noite anterior do Natal, Phoebe faz um amigo secreto à família. Max recebe Nora e deixa claro que ela não vai receber nenhum presente. À noite, Max é visitado por diferentes versões de Phoebe como espíritos do Natal. O passado do Espírito de Natal mostra Max como não importa quantas vezes ele tentou arruinar os dias de Natal passados, ele se transformou em um bom presente. O Espírito do presente de Natal mostra-lhe como Nora ficaria desapontada por não encontrar nenhum presente de Max. Então, Max decide arruinar o Natal da família inteira roubando todos os presentes. Depois de voltar para a cama, ele é visitado pelo Espírito do Natal Futuro, que mostra como a família de Thundermans se separou e virou o mal depois desse Natal. Nora é a única que tentou ser boa, mas está lutando dificilmente para conseguir. Depois de ver o que acontece com Nora, Max se sente muito triste e decide dar a sua família o melhor Natal de todos. |      | |                   |                                                 |                                                                        |                    |                        |
| 31 | 11   | "Pais Não Conseguem Entender (BR)" "Parents Just Don't Thunderstand"                                             | David Kendall     | Dicky Murphyn                                   | 24 de janeiro de 2015 23 de março de 2015                              | 206                | 1,65                   |
| Phoebe e Max querem ir para a festa sem supervisão de Winnie Lee, mas Barb e Hank recusam. Então, Phoebe pede a Max que use seu aparelho Derretedor-de-Cérebro-3000 para limpar a memória adulta de seus pais para lembrá-los de como é ser um adolescente. Eles fazem com sucesso que Barb e Hank pensem que ainda são adolescentes. Os gêmeos saem para a festa de Winnie Lee, mas a caminho deles, eles descobriram que a festa se mudou para a casa de Thundermans - Barb e Hank estão jogando a festa. É divertido no início, mas Max e Phoebe rapidamente percebem que as coisas estão ficando fora de controle e podem facilmente se expor. Eles querem reverter os efeitos do Derretor-de-Cérebro para que seus pais possam terminar a festa, mas o mesmo não está totalmente carregado. Então, eles enganam Hank e Barb em beijos, provocando faíscas elétricas de Barb, assim como a primeira vez que Hank e Barb se beijaram. Eles usam a eletricidade de Barb para recarregar o BrainMelt. Depois de voltar ao normal, Hank e Barb terminam a festa e punem os gêmeos. Estrelas Convidadas: Audrey Whitby, Harvey Guillen, Brooke Sorenson, Tanner Stine. |      | |                   |                                                 |                                                                        |                    |                        |
| 32 | 12   | "Conheça os Evilmans (BR) Olá Evilmans (PT)" "Meet the Evilmans"                                                 | Sean Mulcahy      | Sasha Stroman                                   | 23 de fevereiro de 2015 8 de junho de 2015 16 de julho de 2015         | 216                | 2,15                   |
| O antigo inimigo de Thunder Man, Evilman, se muda ao lado de Hiddenville e Phoebe começa a namorar seu filho Link. Quando Hank traz isso para o Super Presidente Kickbutt, ela diz que a Liga de Heróis não pode prender Evilman desde que ele é aposentado. Notas: - Essa é a primeira aparição de Link Evilman e Sr. Evilman na série. Estrelas Convidadas: Eric Allan Kramer (Sr. Evilman), Barrett Carnahan (Link), Rob Ramsay, Daniele Gaither. |      | |                   |                                                 |                                                                        |                    |                        |
| 33 | 13   | "Uma História de Não-Amigos (BR) Uma História de Nunca-Amigos (PT)" "The Neverfriending Story"                   | Shannon Flynn     | Sona Panos                                      | 24 de fevereiro de 2015 19 de maio de 2015 09 de julho de 2015         | 211                | 1,77                   |
| Quando os amigos de Phoebe e Max começam a sair um com o outro, eles devem parar isso, mas seus planos são suspensos quando Hank e Barb os ordenam para cuidar de Nora e Billy. Max congela Nora e Billy, mas eles se soltam, percebendo que estão sozinhos em casa e podem fazer o que quiserem. Nesse ínterim, Nora descobre a maquiagem de Barb depois que Billy acidentalmente chutou a bola de futebol no sistema operacional de segurança derrubando um dos vasos de Phoebe.Nora também descobre o cartão de crédito de Barb e ela e Billy tiveram a ideia de encher a casa de bolinhas coloridas. |      | |                   |                                                 |                                                                        |                    |                        |
| 34 | 14   | "Você Fracassou (BR) Tu Fracassaste (PT)" "You've Got Fail"                                                      | Shannon Flynn     | Lisa Muse Bryant                                | 25 de fevereiro de 2015 18 de maio de 2015 08 de julho de 2015         | 210                | 2,01                   |
| Max está usando Nora e Billy para filmar um vídeo de falha épica para postar para um concurso nas mídias sociais de Chirper. Phoebe está fazendo um vídeo para convidar pessoas a comprar ingressos para o próximo show de balé da dança de Sugar Plum Fairy, de Tchaikovsky. Billy acidentalmente deixa o skate rolar para Phoebe, fazendo tropeçar e cair em uma grande falha épica. Max rouba o telefone de Phoebe e publica o vídeo de Phoebe caindo. O vídeo Epica Micarina se torna um sucesso instantâneo, atraindo muitas pessoas para comprar os ingressos da Phoebe para vê-la cair durante a performance do balé. A professora de balé de Phoebe a expulsa do recital por causa do vídeo. Então, Phoebe hackeia o computador de Max para enviar um e-mail quando Max admitiu que ele fingiu o vídeo. Phoebe é aceita de volta ao desempenho do balé. Max está pronto para fazer Phoebe cair no palco usando a telecinésia e gravá-lo em vídeo, mas Phoebe antecipa todos os seus movimentos. Então, Max bloqueia Phoebe em um armário para que ele possa ser a falha épica por seu vídeo. Phoebe escapa do armário e vai ao palco para humilhar Max. Ela então pega o vídeo de Gideon e o publica em Chirper, ganhando o concurso de vídeo. Notas: - O concerto de Tchaikovsky usado no episódio é dividido em três partes. O concerto é tocado em Ré Maior e não em Mi Menor. Estrelas Convidadas: Kenny Ridwan (Gideon), Evelyn Edwards (Madame Gigi)                      |      | |                   |                                                 |                                                                        |                    |                        |
| 35 | 15   | "Encrenca Dupla (BR) Sarilhos a Dobrar (PT)" "Doubles Trouble"                                                   | Jonathan Judge    | Anthony Q. Farrell Dicky Murphy                 | 26 de fevereiro de 2015 9 de junho de 2015 21 de outubro de 2015       | 220                | 1,55                   |
| Phoebe quer ter mais atividades em comum com o Link. Então, ela concorda em ir ao clube de Lacroisse para um torneio de tênis. Ela escreveu a introdução máxima de treinar ela como jogar tênis, mas Max oferece para ajudá-la a enganar em vez disso. Durante o jogo de duplas no clube, Max usa telecinésia para ajudar Phoebe a fazer bem no jogo. No entanto, ele se distrai quando o irmão do presidente Lacroisse mostra a Max como a vida do clube country sofisticado pode ser. Max o confunde com o presidente do clube. Então, ele decide jogar com Lacroisse em vez de ajudar Phoebe. Phoebe fica brava com o Max por renunciar a ela. Ambos se atacam com seus poderes durante o jogo final. O time de Max ganha e ele deixa o orgulho assumir o controle dele. Ele desrespeita o verdadeiro presidente Lacroisse antes de perceber que seu parceiro era apenas o irmão do presidente. O clube tira o troféu de Max e o expulsa. Estrelas Convidadas: Barrett Carnahan, David Shatraw (Theodore Lacroix) |      | |                   |                                                 |                                                                        |                    |                        |
| 36 | 16   | "Quem é Sua Mãe? (BR) Quem é a Tua Mãe? (PT)" "Who's Your Mommy?"                                                | Carl Lauten       | Anthony Q. Farrell                              | 2 de março de 2015 20 de maio de 2015 13 de julho de 2015              | 213                | 2,37                   |
| Com o aumento do calor do verão, as crianças dos Thundermans querem uma piscina, mas Hank e Barb se recusam a comprar uma. Phoebe sugere fazerr uma venda de quintal para ganhar o dinheiro que precisam para comprar a piscina. Durante o dia da venda, Barb encontra Phoebe atravessando sua caixa "Electress" que contém as histórias em quadrinhos de Electress e seu chicote. Ela diz a Phoebe que ela não pode vender o conteúdo e deve devolvê-lo ao sótão, mas Phoebe fica distraída por um aplicativo boy bonito. Max vende a caixa e seu conteúdo para Cedric, que adora livros de quadrinhos. Depois de perceber que não deveriam vendê-lo, Max tenta pegar a caixa de volta, mas Cedric se recusa a devolver o chicote da Electress - a não ser que seja a eleição própria. Então, Max e Phoebe apresentam um plano para que Phoebe pretenda ser Electress e pegar o chicote de volta. Na casa de Cedric, os Thunder Gêmeos descobrem muitas coisas que eles não sabiam sobre sua mãe. Como Cedric é um grande fã de Electress, ele descobre rapidamente que estão mentindo. Então, ele os amarra com o chicote da Electress que começa a explodir. Barb finalmente rastreia o chicote e se teleporta lá para pegar o chicote antes que machuque alguém. Ela salva Max e Phoebe e agradece a Cedric por ser um grande fã. De volta a casa, as crianças pedem a Barb para contar suas histórias de super-heróis como Electress. Estrela Convidada: Thomas Barbusca (Cedric). |      | |                   |                                                 |                                                                        |                    |                        |
| 37 | 17   | "A Incrível Corrida de Ratos (BR)" "The Amazing Rat Race"                                                        | Eric Dean Seaton  | Dicky Murphy                                    | 3 de março de 2015 21 de maio de 2015 14 de julho de 2015              | 214                | 1,96                   |
| A fim de ganhar uma corrida de ratos com os membros da banda para decidir quais fantasias devem vestir para a dança da escola, Max transforma Billy em um rato usando o Animalizador, mas depois de ser transformado em um rato, Billy não quer ser virado de volta em um ser humano. Ao mesmo tempo, Phoebe e Cherry são responsáveis pela dança da escola, e Hank e Barb tentam fazer com que Nora enfrente seu medo de ratos. No entanto, quando o exterminador pega Billy, Nora passa a medidas extremas para salvá-lo. Estrelas Convidadas: Audrey Whitby, Tanner Stine, Kenny Ridwan, Justice Smith (Angus), Wes Robertson (Darryl). |      | |                   |                                                 |                                                                        |                    |                        |
| 38 | 18   | "Penetras no Shopping (BR)" "Mall Time Crooks"                                                                   | Robbie Countryman | Wesley Johnson Scott Taylor                     | 4 de março de 2015 26 de março de 2015 07 de julho de 2015             | 209                | 1,60                   |
| A família está determinada a não arruinar mais um dos aniversários de Hank, mas quando Phoebe e Max foram designados para comprar o presente de aniversário de Hank, eles ficam distraídos no caminho de volta, fazendo com que eles percam o relógio e eles precisam tentar recuperá-lo à tempo para a festa surpresa. Enquanto isso, Nora, Billy e Barb tentam parar e enganar Hank em ambições excruciantes. Estrelas Convidadas: J.P. Manoux (Mr. Hollister), Tanner Stine, Brooke Sorenson, Krista Marie Yu. |      | |                   |                                                 |                                                                        |                    |                        |
| 39 | 19   | "Não é o Que Parece (BR) Não é Nada Daquilo Que Pensas (PT)" "It's Not What You Link"                            | Timothy Ryder     | História: Sona Panos Teleplay: Lisa Muse Bryant | 5 de março de 2015 10 de junho de 2015 22 de outubro de 2015           | 221                | 1,71                   |
| Phoebe fica preocupada com o fato de seu irmão Max nunca se dar bem com seu namorado, Link. Então, ela tenta configurá-los e os truques para jogar basquete juntos. Max está relutante, mas quando vê Link usando suas superpotências para enganar o jogo, ele gosta de sair com ele. Quando eles começam a gastar muito tempo juntos, Phoebe fica preocupada com Max, tornará o Link mal. Ela fica ainda mais paranóica depois de ouvir Max convidando Link para sua "fraternal herança" e pedindo-lhe que segure seu segredo de Phoebe. Phoebe segue Max secretamente e o encontra com um grupo de crianças planejando como usar o anel de sofrimento para destruir seus inimigos. Phoebe os ataca apenas para perceber que eles estavam jogando um jogo de ação de ação ao vivo. Estrela Convidada: Barrett Carnaham (Link). |      | |                   |                                                 |                                                                        |                    |                        |
| 40 | 20   | "Medo da Capa (BR)" "Cape Fear"                                                                                  | Robbie Countryman | Wesley Johnson Scott Taylor                     | 9 de março de 2015 11 de junho de 2015 26 de outubro de 2015           | 222                | 1,45                   |
| Ao assistir a uma festa no telhado com Max, Phoebe salva um garoto de cair de uma escada. Depois que Hank e Barb questionam Phoebe, Max culpa para manter a reputação de Phoebe para que ela seja válida para ser premiada com a última capa do ano e Max terá uma participação nas armas de Phoebe. No entanto, quando Max é homenageado como o novo super-herói, Max começa a se transformar em uma boa pessoa. Enquanto isso, quando Nora e Billy tentam quebrar o recorde de Hank pela quantidade de tempo que fica na região selvagem, Hank tenta sabotar seus objetivos. Notas: - Essa é a primeira aparição da filha da Super Presidente Kickbutt, a "Simone". Estrelas Convidadas: Genneya Walton (Simone Kickbutt), Daniele Gaither. |      | |                   |                                                 |                                                                        |                    |                        |
| 41 | 21   | "Dever do Refeitório (BR) De Serviço no Refeitório (PT)" "Call of Lunch Duty"                                    | Trevor Krischner  | Dan Serafin                                     | 10 de março de 2015 12 de junho de 2015 27 de outubro de 2015          | 223                | 1,32                   |
| Quando Max confessa a Phoebe que ele é o culpado do deliberadamente embaraçoso diretor Bradford, ela prometeu proteger sua identidade, fazendo com que ela se torne uma dona de almoço na escola depois de ser suspeita de mentir. Enquanto isso, Nora e Billy acreditam que a Sra. Wong é uma alienígena depois de assistir a um documentário alienígena. Estrelas Convidadas: Jeff Meacham, Helen Hong, Kenny Ridwan, Reign Edwards (Winnie Lee), Scott Beehner (Locutor de Luta Livre). |      | |                   |                                                 |                                                                        |                    |                        |
| 42 | 22   | "Thunder Sucesso (BR) Insucesso Dos Trovões (PT)" "One Hit Thunder"                                              | Shannon Flynn     | Sean W. Cunningham Mark Dworkin                 | 11 de março de 2015 2 de julho de 2015 28 de outubro de 2015           | 224                | 1,44                   |
| A banda de Max quer audição para uma chance de realizar todos os sábados no Splatburger, mas eles têm problemas para chegar com boas letras para uma nova música. Então, Max invade no quarto de Phoebe para roubar seu diário para ideias de letras. Ela encontra uma entrada sobre o bônus do link que Phoebe prometeu Link para nunca contar uma alma sobre isso. Max usa-o para inspiração de letras. A banda usa a música para a audição no Splatburger e eles recebem o show. Infelizmente, Link, que agora está trabalhando no Splatburger, ouve a música e conclui que o Link disse a Max o segredo. Ele rompe com Phoebe sem dizer o porquê. Phoebe entra em depressão tentando descobrir por que a Link terminou com ela. No início, Max continua a ler mais as entradas do Diário de Phoebe para inspirações de música, mas depois percebe que Phoebe está realmente quebrada. Então, ele faz uma performance no Splatburger e admite que ele é o único que quebrou a confiança da Link. Phoebe e Link voltam juntos. Banda de Max é expulsa de Splatburger. Estrelas Convidadas: Audrey Whitby, Barrett Carnahan, Tanner Stine, Kenny Ridwan, Rob Ramsay. |      | |                   |                                                 |                                                                        |                    |                        |
| 43 | 23   | "O Dragão Que Deu Problema (BR) A Rapariga Com um Problema Chamado Dragão (PT)" "The Girl with the Dragon Snafu" | Eric Dean Seaton  | Dan Cross David Hoge                            | 25 de março de 2015 9 de julho de 2015 29 de outubro de 2015           | 225                | 1,60                   |
| Quando a classe de Phoebe é designada para fazer um projeto de grupo com o tema da China, ela deve escolher entre seus amigos ou o grupo popular. Ao mesmo tempo, porque o grupo de Phoebe quer obter um C, mas Phoebe quer obter um A, ela tem problemas para convencê-los a fazer o projeto, mas as meninas são incertas. Enquanto isso, Nora e Billy desafiam Hank e Barb para um desafio para ver quem pode fazer tarefas domésticas melhor. |      | |                   |                                                 |                                                                        |                    |                        |
| 4445 | 2425 | "Nasce um Herói (BR) Nasceu um Herói (PT)" "A Hero is Born (Primeiro Especial de The Thundermans)"               | Jonathan Judge    | Dan Serafin Jed Spingarn                        | 28 de março de 2015 23 de julho de 2015 19 e 20 de outubro de 2015     | 218-219            | 2,18                   |
| A amizade de Phoebe e Cherry é testada quando os Thundermans recebem notícias de que Barb está grávida de um quinto filho, que mais tarde é chamado Chloe. Ao mesmo tempo, Hank recruta Nora e Billy para comprar itens essenciais do bebê na loja do bebê, onde Nora insiste em participar da competição de bebê mais fofa na loja. Enquanto isso, Max transforma o Dr. Colosso em um humano e o acompanha para receber um prêmio da Liga dos Vilões, mas verifica-se que os vilões Rei Crab, Lady Web e Scalestro querem removê-lo da Liga de Vilões devido à sua inatividade na forma de um coelho. Dr. Colosso trai a vida de Max e Max está na linha. No entanto, Phoebe o salva com a ajuda de Cherry, que observa, quando ela faz cócegas a Chloe e faz com que ela libere bolhas, e Max derrota a Liga de Super Vilões. Notas: - Esse é um episódio duplo. - Neste episódio mostra finalmente o Dr. Colosso como um Humano. - É revelado neste episódio que Billy nasceu no ar. - Cherry descobre que os Thundermans são super-heróis. Estrelas Convidadas: Audrey Whitby, Dana Snyder (Dr. Colosso), Helen Hong, Alec Mapa (Bebê Chloe). |      | |                   |                                                 |                                                                        |                    |                        |

### 3.ª temporada (2015–2016)
- Essa Temporada possui 26 episódios.
- Tech Rider é um personagem convidado interpretado por Carlos Pena Jr. da série Big Time Rush no episódio Sem Espaço para Mentores Antigos.

| # | #    | Título                                                                                                   | Dirigido por           | Escrito por                                        | Exibição original                                                 | Código de produção | Audiência (em milhões) |
| --- | ---- | --- | ---------------------- | -------------------------------------------------- | ----------------------------------------------------------------- | ------------------ | ---------------------- |
| 46 | 1    | "Phoebe Vs. Max: O Resultado (BR) Phoebe Vs. Max: A Sequela (PT)" "Phoebe Vs. Max: The Sequel"           | Bob Koherr             | Sean W Cunningham Marc Dworkin                     | 27 de junho de 2015 18 de janeiro de 2016 10 de março de 2016     | 302                | 2,42                   |
| Depois de salvar Max do Rei Crab, Lady Web e Scalestro no último episódio, Phoebe ganha sua capa de super-herói e começa a se gabar de como ela salvou Max. A Liga de Heróis dá a Phoebe uma tarefa, que é proteger sua cidade Hiddenville, mas o único cara ruim que ela tem que prestar atenção é o irmão Max. Enquanto isso, Billy pega uma doença depois de não tomar um "inseto" importante e, como Chloe tem seu surto de crescimento final, todo mundo está ansioso para descobrir qual é a seu novo super poder que é reduzida a teletransporte, super-força ou gritos sônicos. Notas - Teletransporte se torna o poder final de Chloe Thunderman. Estrelas Convidadas: Maya Le Clark, Audrey Whitby, Rizwan Manji (Dr. Dadói (Apelidado de Dodói). |      | |                        |                                                    |                                                                   |                    |                        |
| 47 | 2    | "Na Mosca (BR) Com a Flecha é Sempre a Direiro (PT)" "On the Straight and Arrow"                         | Shannon Flynn          | Dan Cross David Hodge                              | 11 de julho de 2015 19 de janeiro de 2016 11 de março de 2016     | 301                | 1,41                   |
| Cherry está aproveitando os poderes de Phoebe e Phoebe decide parar de deixar Cherry usar seus poderes para coisas estúpidas, então Max decide usar seus poderes para ajudar a Cherry e sendo assim os dois começam a passar um tempos juntos, o que deixa Phoebe com ciúmes. Enquanto isso, Hank e Barb estão tendo problemas com o teletransporte de Chloe e ficam cansados, pensando que é o fim de semana quando não é, então Nora e Billy jogam, mas depois tentam fazer as coisas voltar ao normal. Estrelas Convidadas: Maya Le Clark, Audrey Whitby, Jeff Meacham, Tanner Stine, Kenny Ridwan, Jake Borelli (Wolfgang) |      | |                        |                                                    |                                                                   |                    |                        |
| 48 | 3    | "Por Que Está Se Metendo? (BR) Porque Estás a Chatear-me (PT)" "Why You Buggin'?"                        | Eric Dean Seaton       | Jed Spingarn                                       | 18 de julho de 2015 20 de janeiro de 2016 13 de março de 2016     | 303                | 1,59                   |
| Phoebe está ansiosa para conhecer Quinn, o melhor amigo do link de Metroburg. Ela acha que Quinn é um menino, mas fica chocado ao descobrir que Quinn é uma garota. Ela descobre que Quinn é a filha de vilões de insetos que Hank e Barb derrotaram. Link insiste que Quinn não é um vilão como seus pais e que nem sequer tem poderes de insetos. Quando deixado sozinho com Phoebe, Quinn deixa claro que ela gosta de Link e fará qualquer coisa que puder para se livrar de Phoebe. Isso preocupa Phoebe, mas ela não consegue dizer Link porque Link quer que ela se dê bem com Quinn. Phoebe engana Max para se juntar a ela, Link e Quinn para um encontro duplo, para que Max possa fazer com que Quinn atue significantemente para Phoebe na frente do Link. Max, em vez disso, cai para Quinn e tenta deixá-la sair com ele, mas ela só quer Link. Durante o encontro, Quinn e Phoebe continuam a lutar até Phoebe não aguentar mais. Phoebe traz mangas a Quinn desde que os vilões de insetos não podem resistir a mangas. Quinn se transforma em um inseto, fazendo Phoebe perceber que ela ainda é um vilão de insetos. Phoebe prende Quinn e reporta-a à Liga de Heróis. Estrelas Convidadas: Maya Le Clark, Barrett Carnahan, Madison Lawlor (Quinn). |      | |                        |                                                    |                                                                   |                    |                        |
| 49 | 4    | "Ladrões Dos Bastidores(BR)/(PT)" "Exit Stage Theft"                                                     | Robbie Countryman      | Lisa Muse Bryant                                   | 25 de julho de 2015 21 de janeiro de 2016 11 de março de 2016     | 304                | 1,46                   |
| Quando o laptop da Cherry é roubado, a Phoebe oferece para ajudar a procurá-lo. Enquanto isso, Max abandona sua banda depois de obter conselhos do Dr. Colosso para procurar personagens mais obscuros para sair com o fim de obter material para sua crônica do mal. Ele percebe um grupo de meninas segurando o laptop da Cherry. Ele se junta à gangue e começa a proteger as garotas ruins de Phoebe. Max e as garotas ruins se aproximam do show de talentos da escola para seu próximo roubo. Max ajuda-os a roubar o equipamento da banda. Ele encontra uma nova correia de guitarra e uma nota de Oyster, Wolfgang e Gideon, o que o faz perceber que ele também se preocupa com elas. No entanto, quando ele tenta impedir as garotas de roubar o equipamento, derrotá-lo e deixá-lo no chão. Phoebe e Cherry suspeitam que o ladrão estará no show de talentos da escola. Então, eles tentam entrar fingindo realizar um show de magia, mas o diretor Bradford se recusa a deixá-los entrar. Phoebe entra nos bastidores pelo teto e descobre que Max foi espancado pelas garotas. Ela ajuda Max e eles vão atrás das meninas juntas. Depois de uma luta enorme e incomoda, os gêmeos derrotam as garotas ruins e trazem o laptop da Cherry. Max junta seus amigos na banda. Estrelas Convidadas: Maya Le Clark, Audrey Whitby, Jeff Meacham, Tanner Stine, Kenny Ridwan, Jake Borelli, Ariela Barer (Kylie), Shauna Case (Harley), Michelle DeFraites (Jade). |      | |                        |                                                    |                                                                   |                    |                        |
| 50 | 5    | "Tem Medo Do Parque? (BR) Tens Medo Do Parque De Diversões? (PT)" "Are You Afraid of the Park?"          | Robbie Countryman      | Dan Serafin                                        | 30 de setembro de 2015 22 de janeiro de 2016 14 de março de 2016  | 305                | 1,74                   |
| Agora que Nora é alta o suficiente, ela se sente pronta para ir ao Parque Thunderman e toda a família está ansiosa para ir para o passeio - exceto Max e Phoebe. Os Thunder Gêmeos têm medo do passeio porque foi muito assustador na primeira vez que o foram. No entanto, eles não querem que alguém descubra que eles estão assustados. Então, eles concordam em sabotar. No caminho para os parques, eles usam telecinésia para enganar Nora e Billy para lutar. No caos, Nora atira lasers sem querer no chapéu de edição limitada de Hank, o que o irrita tanto que ele cancela a viagem. Os gêmeos celebram sua vitória, mas logo se torna um problema quando as lutas de Nora e Billy começam a afetá-las. Nora obriga Phoebe a jogar etiqueta laser com ela; e Billy faz Max pensar por ele. Os gêmeos tentam consertar Billy e Nora, mas é impossível. Depois de perceber que Chloe pode se teletransportar com outras pessoas, Max e Phoebe conseguem que ela teleporte Nora e Billy para o passeio. Os gêmeos contam a verdade a Billy e Nora e pedem desculpas por arruinar seu encontro. Nora e Billy rapidamente inventaram uma ideia para atrapalhar Max e Phoebe para montar o Thunder Man the Ride vinte vezes. Uma vez que o passeio é muito assustador, eles concordam em não ir mais. Estrela Convidada: Maya Le Clark. |      | |                        |                                                    |                                                                   |                    |                        |
| 51 | 6    | "O Mal Nunca Dorme (BR)/(PT)" "Evil Never Sleeps"                                                        | Sean Mulcahy           | Anthony Q. Farrell                                 | 7 de outubro de 2015 18 de abril de 2016 16 de março de 2016      | 306                | 1,40                   |
| Evilman tem alguma coisa em sua loja de colchões e Phoebe tem que descobrir o que é, mesmo que se mexa com ela e o relacionamento da Link. Max também trabalha na loja, esperando aprender coisas do mal de Evil Man. Enquanto isso, Nora e Billy tentam mudar a forma como Chloe se veste. Mais tarde, Phoebe percebeu que era um teste para determinar se Phoebe era capaz de se tornar um super-herói completo. Notas: - Eric Allan Kramer que interpretou na série Boa Sorte Charlie está interpretando o Sr. Evilman na série. Estrelas Convidadas: Eric Allan Kramer, Maya Le Clark, Audrey Whitby, Barrett Carnahan, Daniele Gaither. |      | |                        |                                                    |                                                                   |                    |                        |
| 52 | 7    | "Jogada Dupla (BR) Jogadores Duplos (PT)" "Doppel-Gamers"                                                | Jonathan Judge         | Wesley Jermaine Johnson Scott Taylor               | 14 de outubro de 2015 19 de abril de 2016 17 de março de 2016     | 308                | 1,46                   |
| Max e Phoebe são incapazes de derrotar um vilão de videogames em um videogame desenvolvido por Cyrbon James, cujos vilões são impossíveis de vencer. Enquanto isso, Nora e Billy querem jogar o jogo e passar o tempo com os gêmeos, mas os gêmeos os ignoram. Os gêmeos recebem ingressos para o GamerFest onde Cybron James vai lançar seu novo videogame, mas eles são obrigados a levar Billy e Nora com eles. Então, os Thunder Gêmeos abandonam seus irmãos pequenos no GamerFest. Nora e Billy são tomadas pelos gêmeos Matt e Fefe, doppelgangers de Max e Phoebe. Enquanto isso, Phoebe e Max são incapazes de entrar para conversar com Cybron porque eles precisam ter uma criança com menos de 13 anos. Nora e Billy recebem as pulseiras para Fefe e Matt em vez disso. Os gêmeos se disfarçam como empregados para entrar. Phoebe desconhecida para um funcionário, Fefe e Matt revelam seus planos de enganar Nora e Billy para que joguem uma versão de ação em vivo e manipulada do novo jogo de Cybron, Spitballs. Enquanto Max está lançando seu personagem de video game para Cybron, ele descobre que Cybron quer humilhar Nora e Billy no jogo. Então, Max vai ajudar Phoebe a salvar as crianças e derrotar o jogo Spitballs. Phoebe e Max pedem desculpas por abandonar Billy e Nora e prometem poupar mais tempo para eles. Estrelas Convidadas: Maya Le Clark, Audrey Whitby, Tanner Stine, Alex Staggs (Cybron James), Shanna Strong (Fifi), Sam Cohen (Matt). |      | |                        |                                                    |                                                                   |                    |                        |
| 53 | 8    | "Apoio Floral (BR)" "Floral Support"                                                                     | Timothy Ryder          | Sean W. Cunningham Mark Dworkin                    | 21 de outubro de 2015 20 de abril de 2016                         | 309                | 1,25                   |
| O diretor Bradford confessa a crônica maligna de Max logo antes da revisão da crônica de Max com Dark Mayhem. No caminho para o escritório dele, Bradford entra para o Allison e o clube Green Teens, protegendo uma planta fedorenta durante sua temporada de florescência. Após o confronto, Bradford decide cortar a planta. Allison pede que Phoebe, Max e Cherry se juntem à Green Teens para ajudar a proteger o clube. Max se recusa a se juntar ao clube, mas o Dr. Colosso aconselha-o a se juntar ao clube para usar suas chaves para entrar no escritório do diretor e roubar sua crônica de volta. Depois de se juntar ao clube, Max lhes dá a ideia de obter assinaturas suficientes para ajudar a parar Bradford. Quando Phoebe e Max vão xerocar as assinaturas, Max rouba o diário de volta e as fossas Phoebe. A principal, Phoebe, é criticada pelo principal Bradford, que a culpa e o Green Teens Club pelo acesso de Max ao escritório dele. Bradford proíbe o clube, fazendo Phoebe ficar muito brava com Max. Durante a revisão da crônica, Max se sente culpado por machucar Phoebe. Então, ele sai com ele e vai ajudar o Green Teens de Phoebe e Allison a impedir que Bradford destrua a árvore. Phoebe agradece a Max por salvá-los e diz que vai levar tempo para perdoá-lo. De volta a casa, Dark Mayhem diz ao Dr. Colosso que ele ficou impressionado com Max porque ele tinha a coragem de sair para ele. Notas: - Esta é a primeira aparição de Allison nesta Temporada. Estrelas Convidadas: Ryan Newman, Maya Le Clark, Audrey Whitby, Jeff Meacham |      | |                        |                                                    |                                                                   |                    |                        |
| 54 | 9    | "Tapa Olho Do Mal (BR) Apanha-me Pala se Conseguires (PT)" "Patch Me If You Can"                         | Trevor Kirschner       | Chase Heinrich Micah Steinberg                     | 28 de outubro de 2015 21 de abril de 2016 21 de março de 2016     | 310                | 1,33                   |
| Phoebe decide cuidar do irmão do Link, Harris, então Link pode preparar sua festa de aniversário surpresa para ele. Phoebe e Max enfrentam um problema quando o irmão do Link usa o remendo do olho mau de Max e precisa levá-lo de volta ao normal. Enquanto isso, Nora quase atinge Chloe quando está fazendo tiros e tem medo de usar seus poderes. Estrelas Convidadas: Maya Le Clark, Barrett Carnahan, Casey Simpson (Harris). |      | |                        |                                                    |                                                                   |                    |                        |
| 55 | 10   | "Preciso de Um Tempo (BR)" "Give a Break-Up"                                                             | Leonard R. Garner, Jr. | Dicky Murphy                                       | 4 de novembro de 2015 27 de maio de 2016                          | 307                | 1,73                   |
| Phoebe está cansada de sair com Link o tempo todo e tenta achar uma coisa para distraí-lo. Eles finalmente acham que ele é um super-herói e está feliz. No entanto, Link é enviado para outro lugar e Phoebe não quer que Link pare, então ela tenta ter uma última noite para mudar sua opinião. Enquanto isso, Max precisa de Nora e Billy para ajudá-lo a fazer um chili melhor do que o chili da Sra. Wong em um programa de culinária. Estrelas Convidadas: Maya Le Clark, Audrey Whitby, Barrett Carnahan, Daniele Gaither, Helen Hong, Mark DeCarlo (Chili D. Williams) |      | |                        |                                                    |                                                                   |                    |                        |
| 56 | 11   | "Sem Espaço para Mentores Antigos (BR)" "No Country for Old Mentors"                                     | Trevor Kirschner       | Dan Cross David Hoge                               | 11 de novembro de 2015 14 de abril de 2016                        | 312                | 1,83                   |
| Phoebe começa a trabalhar com um super-herói para levá-la ao treinamento completo. Hank pensou que ele estava trabalhando com Phoebe, apesar de Phoebe querer trabalhar com outro herói. Enquanto isso, quando Nora e Billy continuam perdendo suas coisas e Barb não as substitui por novas, eles decidem devolver o favor escondendo suas coisas. Notas: - Carlos Pena Jr. também interpretou o "Carlos" na série Big Time Rush Estrelas Convidadas: Carlos Pena Jr (Tech Rider), Maya Le Clark, Daniele Gaither |      | |                        |                                                    |                                                                   |                    |                        |
| 57 | 12   | "Encontro Frustrado (BR)" "Date Expectations"                                                            | Carl Lauten            | Anthony Q. Farrell Dicky Murphy                    | 18 de novembro de 2015 11 de julho de 2016                        | 311                | 1,61                   |
| Phoebe distrai Max de interferir com seu projeto de classe, convencendo-o de que uma garota na escola quer namorá-lo. Enquanto isso, quando o primo Blobbin é escolhido para cuidar de Billy, Nora e Chloe enquanto Hank e Barb vão jantar, um cérebro Dr. Colosso tenta enquadrar o primo Blobbin por mandar Chloe para o espaço. Estrelas Convidadas: Ryan Newman, Maya Le Clark, Audrey Whitby, Tanner Stine, Kenny Ridwan, Jake Borelli, Harvey Guillen, Teala Dunn, Rebecca Metz (Mrs. Austin). |      | |                        |                                                    |                                                                   |                    |                        |
| 58 | 13   | "Noite de Jogo (BR)" "He Got Game Night"                                                                 | Jonathan Judge         | Lisa Muse Bryant                                   | 13 de fevereiro de 2016 4 de agosto de 2016                       | 315                | 1,65                   |
| Hank e Barb levam a noite de jogo para o próximo nível, já que é a primeira noite de jogo de Chloe. Max então convida Allison para ser seu parceiro de jogo sobre Phoebe. Quando todos conhecem Allison, eles assumem que ela é a namorada de Max, mas Max diz que não é, enquanto Allison pensou que estavam namorando e saiu da casa. A roda do jogo pousa em "carro novo" e Hank e Barb devem prometer quem vença um carro novo. Depois, Max sai para confortar Allison e diz que são oficialmente um casal. Ele entra na casa e a família vê que eles inventaram depois que ele a beija na bochecha. Eles jogam o jogo, mas verifica-se que todas as equipes enganaram, exceto por Hank e Barb, que agora não tem que prometer às crianças um carro novo. Notas: - Esta é a segunda aparição de Dr. Colosso como um Humano. Estrelas Convidadas: Ryan Newman, Maya Le Clark, Dana Snyder. |      | |                        |                                                    |                                                                   |                    |                        |
| 59 | 14   | "Beije-me Nate (BR) Um Beijo do Meu Anjo (PT)" "Kiss Me Nate"                                            | Leonard R. Garner Jr.  | Wesley Jermaine Johnson Scott Taylor               | 2 de abril de 2016 25 de julho de 2016 19 de setembro de 2016     | 316                | 1,56                   |
| Max fica inseguro quando descobre que Allison está fazendo uma audição para o papel feminino principal em uma peça escolar porque o ator principal, Nate sempre se volta para a principal estrela feminina. Então, Phoebe e Max apresentam um plano para garantir que Allison não tenha o papel. Phoebe faz a audição para o papel principal e obtém por engano. Allison recebe o papel de "Anjo Numero 3", mas para a decepção de Max, verifica-se que o anjo beija o personagem de Nate. Max e Phoebe decidem sabotar a peça e certificar-se de que Allison não beija Nate. No entanto, depois de suspeitar que Max é capaz de fazer algo, Allison assegura que ela o ama e ele sozinho e que o beijo na peça não vai mudar isso. Isso dá a Max a força que ele precisa ao longo da cena do beijo. Estrelas Convidadas: Ryan Newman, Maya Le Clark, Tanner Stine, Gabrielle Elyse, Camille Manning Hyde (Roxy), Adam Kulbersh (Mr. Schecter), Thomas Archer (Nate Lockhart). |      | |                        |                                                    |                                                                   |                    |                        |
| 60 | 15   | "Babás de Cachorro (BR) Um Dia de Cão Depois da Escola (PT)" "Dog Day After-School"                      | Jonathan Judge         | Anthony Q. Farrell                                 | 4 de junho de 2016 5 de setembro de 2016 20 de setembro de 2016   | 318                | 1,66                   |
| Quando Nora e Billy perdem o tablet de sua mãe confiscados por sua professora, eles pedem para Phoebe e Max para ajudá-los a pegar o tablet sem que seus pais saibam. Phoebe usa o animalizador para transformar o cachorro do Blobbin em uma mulher, fingindo ser sua mãe. No entanto, as coisas vão mal quando a alimentam com carne. Estrelas Convidadas: Maya Le Clark, Helen Hong, Harvey Guillen, Nicole Sullivan, Shane Blades, Bechir Sylvain. |      | |                        |                                                    |                                                                   |                    |                        |
| 61 | 16   | "A Última Pegadinha (BR) Grandes Partidas (PT)" "Original Prankster"                                     | Trevor Kirschner       | Dan Serafin                                        | 11 de junho de 2016 12 de setembro de 2016 21 de setembro de 2016 | 321                | 1,45                   |
| Depois de ter sido informado por Allison de que não pode estar com um cara que machuca as pessoas apenas por risadas, Max promete a Allison que ele vai sair com vontade. Mais tarde ele descobriu que deixar de se curar foi mais fácil dizer do que fazer e acaba com o diretor Bradford. Enquanto isso, Phoebe tenta ser agradável com a Sra. Wong, arrumando a sua cerca, e a Sra. Wong retorna o favor quando convida os Thundermans para a festa dela. E, no alto de Hiddenville, Wolfgang, um estudante de intercâmbio alemão, está sendo expulso depois que ele é culpado da brincadeira de Max e Max tenta proteger seu amigo do Diretor Bradford, escondendo-o em seu covil, mas sua capa é explodida quando o Dr. Colosso derruba Bradford. Na festa, Phoebe, Billy, Nora e Chloe passam as mesas na Sra. Wong depois de descobrir que a festa estava preparada. Apesar de estar furiosa com suas ações, Allison tenta impedir Max de confessar sobre a brincadeira e lhe permite prender o Principal Bradford mais uma vez depois de ouvi-lo insultar sua bicicleta. Então Bradford diz a Max, Allison e Wolfgang que ele não estará expulsando Wolfgang mais, porque a escola recebe um benefício mensal para cada estudante de intercâmbio matriculado. Estrelas Convidadas: Ryan Newman, Maya Le Clark, Jeff Meacham, Helen Hong, Tanner Stine, Jake Borelli, Elijah Nelson |      | |                        |                                                    |                                                                   |                    |                        |
| 62 | 17   | "A Missão de Phoebe (BR) Condutas e Hambúrgueres (PT)" "Chutes and Splatters"                            | Trevor Kirschner       | Lisa Muse Bryant                                   | 25 de junho de 2016 19 de setembro de 2016 22 de setembro de 2016 | 323                | 1,59                   |
| Phoebe cuida da filha da Super Presidente Kickbutt como sua última tarefa de super-heróis, e as coisas começam a ficar ruins depois que Phoebe leva a filha da presidente Kickbutt para o Splatburger. Enquanto isso, Nora e Billy querem um animal de estimação, então Hank e Barb dizem que eles cuidem do Dr. Colosso para provar que eles podem cuidar de um animal de estimação, mas depois Nora e Billy decidem que não querem um animal de estimação. Nesse ínterim, Simone, Phoebe e Max são colocados acidentalmente no compactador de lixo e Max foi esmagado. Então, Barb descobre que ele não cuidou de Simone e castigado com 1 mês sem tocar na banda do Oystter. Pelo menos o castigo não valeu pra Phoebe. Notas: - Esta é a segunda e última até o momento de Simone Kickbutt. A última aparição dela foi no episódio "Medo da Capa" Estrelas Convidadas: Maya Le Clark, Daniele Gaither, Tanner Stine, Jake Borelli, Kenny Ridwan, Genneya Walton (Simone Kickbutt). |      | |                        |                                                    |                                                                   |                    |                        |
| 63 | 18   | "Vou Esquecer Você, Bobinha! (BR) Vou Tentar Esquecer-te, Idiota! (PT)" "I'm Gonna Forget You, Sucka"    | Robbie Countryman      | David Hoge Dan Cross                               | 9 de julho de 2016 1 de novembro de 2016 1 de outubro de 2016     | 317                | 1,41                   |
| Quando Cherry e Phoebe postam um selfie em linha expondo o retrato da família do super-herói dos Thundermans e quase expõem o segredo da família, a liga dos Heróis descobre e proibiu Phoebe de ser uma amiga de Cherry com grande consternação. Notas - Neste episódio, revela-se que Evan (Elijah Nelson), é um super-herói com o poder de anti-envelhecimento. Estrelas Convidadas: Maya Le Clark, Audrey Whitby, Elijah Nelson, Daniele Gaither, Gabrielle Elyse, Camille Manning Hyde, Max Jimenez (Owen) |      | |                        |                                                    |                                                                   |                    |                        |
| 64 | 19   | "Conhecendo Os Pais de Allison (BR) Derrota Os Pais (PT)" "Beat the Parents"                             | Jonathan Judge         | História: Nora Sullivan Teleplay: Lisa Muse Bryant | 16 de julho de 2016 8 de novembro de 2016 5 de outubro de 2016    | 326                | 1,51                   |
| Os pais de Allison forçam Max a conhecê-los, mas Max deve evitar que ele diga algo desrespeitoso aos adultos, apesar da sua natureza de coração frio. Então, ele trouxe Phoebe para a grande inauguração da academia MA de Allison para ajudá-lo a impressioná-los. No entanto, quando Phoebe arruina toda a sua abertura, os pais de Allison obrigam Max e Allison a se separarem. Para reunir os dois, Phoebe convence os pais de Allison a trabalharem na academia em troca. Estrelas Convidadas: Ryan Newman, Maya Le Clark, Chris Jericho (Gary), Cate Cohen (Debbie) |      | |                        |                                                    |                                                                   |                    |                        |
| 65 | 20   | "Não Posso Espionar Meu Paquera (BR) Não Posso Espiar o Meu Amor (PT)" "Can't Spy Me Love"               | Eric Dean Seaton       | Dicky Murphy                                       | 23 de julho de 2016 15 de novembro de 2016 29 de setembro de 2016 | 322                | 1,54                   |
| Phoebe e Cherry estão comendo no Splatburger onde Phoebe conhece um menino fofo com muitas coisas em comum com ela. No entanto, quando ele sai e ela percebe que ela gosta dele, ela usa o sistema da Liga de Heróis para encontrá-lo e sofre conseqüências enquanto Max usa Nora e Billy para ajudá-lo a ganhar dinheiro com um hoverboard sendo um grupo de ninjas para uma festa de aniversário. Estrelas Convidadas: Maya Le Clark, Audrey Whitby, Daniele Gaither, Lucas Adams (O Gatinho de Phoebe) |      | |                        |                                                    |                                                                   |                    |                        |
| 66 | 21   | "Phoebe Hood e Maxingham (BR) Robin dos Bosques: Príncipe da Phoebe (PT)" "Robin Hood: Prince of Pheebs" | Jonathan Judge         | Chris Atwood                                       | 30 de julho de 2016 22 de novembro de 2016 4 de outubro de 2016   | 325                | 1,71                   |
| Hank e Barb saem em uma noite de encontro, enquanto Phoebe cuida de Chloe. Phoebe está prestes a contar a Chloe a história de Robin Hood, quando Max aparece e Chloe diz que ele é seu favorito, então Phoebe decide contar uma história diferente, onde o xerife Maxingham rouba coisas de pessoas, incluindo os chinelos dourados de Chloe, A Linda. Phoebe Hood tenta recuperá-los, juntamente com sua equipe fiel - Barb Marian, Pequeno Hank, Fr. Billy e Beyoncé (Nora). Os homens do xerife fugiram, e Phoebe Hood e sua equipe fiel deram a todos as costas, mas não conseguem encontrar os chinelos de Chloe, porque eles foram roubados por Maxingham, que retorna ao rei Colosso sem dinheiro. Ele usa os chinelos dourados para atrair Phoebe Hood, e eles a capturam. Phoebe se torna o novo favorito de Chloe, e quando Max volta, ela o teletransporta para o Pólo Norte, então Phoebe lhe diz um final da história em que Maxingham se vira contra o rei e se junta à feliz equipe da Phoebe Hood. Chloe o teletransporta e Phoebe usa sua respiração de calor para descongelá-lo. Então, seus pais voltam para casa da noite do encontro com sorvete, que Max joga fora de suas mãos com sua telecinésia. Estrelas Convidadas: Maya Le Clark, Audrey Whitby, Tanner Stine, Jake Borelli. |      | |                        |                                                    |                                                                   |                    |                        |
| 67 | 22   | "Briga de Irmãs (BR)" "Aunt Misbehavin'"                                                                 | Jonathan Judge         | Sean W. Cunningham Marc Dworkin                    | 6 de agosto de 2016 2 de fevereiro de 2017                        | 319                | 1,44                   |
| É o aniversário de Barb, mas Max e Phoebe continuam lutando porque Phoebe arruinou o show da banda de Max ao fazer uma festa. Barb pede-lhes que se dêem bem como um presente para o aniversário dela. Os gêmeos se recusam a fazer isso, mas, em vez disso, concordam em rastrear sua tia Mandy de Metroburg para comparecer ao aniversário de Barb. Para sua surpresa, eles descobrem que a tia Mandy e sua irmã, Barb, não estiveram falando durante anos. Uma briga quebra entre Mandy e os Thundermans. Mandy culpa a Barb por ter resgatado o desempenho de sua banda quando ela contava com ela para estar lá. Os lados máximos com Mandy contra os Thundermans enfatizam o quanto é decepcionante quando a sua irmã não mostra algo que importa para você. Isso faz Phoebe perceber que Max ficou louco porque não apareceu pelo desempenho da banda. Ela recebe o resto da família para fazer com a tia Mandy e Max. Notas - Neste episódio finalmente conhecemos a Tia de Phoebe, Max, Billy, Nora e Chloe. Estrelas Convidadas: Maya Le Clark, Tanner Stine, Jake Borelli, Kenny Ridwan, Paula Christensen (Mandy), Ashlee Füss (Deena) |      | |                        |                                                    |                                                                   |                    |                        |
| 68 | 23   | "O Roubo da Mobília (BR)" "Stealing Home"                                                                | Eric Dean Seaton       | Sean W. Cunningham Marc Dworkin                    | 13 de agosto de 2016 2 de fevereiro de 2017                       | 324                | 1,48                   |
| Phoebe e Hank mentem para Barb sobre passar o tempo sozinho para uma sessão de treinamento de super-heróis, mas sim usar o tempo para ver um filme. Ao retornar de seu filme, eles ficaram chocados ao encontrar todos os móveis da casa roubados. Max revela que ele escondeu o mobiliário e aproveita a oportunidade para chantagear Hank e Phoebe para se tornarem seus servos pessoais ou então ele vai contar a Barb que eles mentiram. Quando Max finalmente mostra para mostrar onde ele escondeu o mobiliário, todos ficaram chocados ao encontrar os móveis desaparecidos. Max descobre que o Chainsaw deve ter levado o mobiliário por engano depois de ajudar a ocultá-lo. Eles vão para a cafeteria do Chainsal Game of Scones e são forçados a jogar Chainsaw e sua filha para ganhar o mobiliário de volta. Notas: - A Cafeteria de Chainsaw "Game of Scones", é uma paródia da série Game of Thrones Estrelas Convidadas: Maya Le Clark, Helen Hong, Adrian Gonzalez (Raul) |      | |                        |                                                    |                                                                   |                    |                        |
| 69 | 24   | "De Volta Às Aulas (BR)" "Back to School"                                                                | Robbie Countryman      | Jed Spingarn                                       | 13 de agosto de 2016 16 de fevereiro de 2017                      | 320                | 1,66                   |
| O super presidente Kickbutt força Phoebe e Max a voltar para a quinta série na Academia Secreta de Estudos de Superpoderes para retomar seus testes de avaliação de poder na aula do Sr. Silver Eagle e não passar nos resultados do teste em que Phoebe sendo desqualificada como super-heroína e Max indo para a prisão junior por piratear os computadores da escola para fazerem um dia de folga autorizado, por isso Phoebe e Max perderam um dia de escola. O assistente do Sr. Silver Eagle, Leonard, é deixado no cargo depois que o Sr. Silver Eagle teve um acidente e está determinado a fazer Phoebe e Max falharem como vingança contra Max por tratá-lo de volta no ensino médio e torna quase impossível que eles passem. No teste final, ele os expõe a lasers perigosas, mas quando ele fica preso em um logotipo magnetizado, os gêmeos perdem o teste para salvá-lo. Quando o Sr. Silver Eagle retorna, ele está impressionado com Phoebe e Max e diz-lhes que eles passaram o teste enquanto reatribuíam Leonard para trabalhar com os alunos do terceiro ano por suas ações. Enquanto isso, Nora está infeliz com Hank por atribuir tarefas injustamente e se recusar a ouvi-la e a Billy, então Nora o desafia pedindo uma eleição. Ela acaba obtendo mais votos, mas dá voto para Hank depois que promete ouvir mais. Estrelas Convidadas: Maya Le Clark, Daniele Gaither, Matt Corboy (Sr. Silver Eagle), Dawson Fletcher (Leonard), Saylor Bell (Jocelyn), Jacob Buster (Chester), KylieRae Condon (Keely), Issac Ryan Brown (Rodney) |      | |                        |                                                    |                                                                   |                    |                        |
| 7071 | 2526 | "A Revelação dos Thundermans (BR) Os Thundermans Foram Descobertos! (PT)" "Thundermans: Secret Revealed" | Jonathan Judge         | Jed Spingarn Dan Serafin                           | 10 de outubro de 2016 6 de abril de 2017 28 de fevereiro de 2017  | 313-314            | 2,43                   |
| Quando Max recebe uma chamada de Dark Mayhem, ele está ansioso para finalmente encontrá-lo. Além da reunião, Max conhece a Fairy Pinch-ess, filho de Scalestro e Strongdor, Dark Mayhem tem uma tarefa para Max, que é tirar os poderes da Thunder Girl com uma esfera especial depois de Phoebe parar o roubo do Museu feito por Lady Web. Phoebe descobre sobre o envolvimento de Max com Dark Mayhem e, depois de uma luta se desencadear, tira acidentalmente os poderes de Max. Max é então fundado para toda a vida e trancado em sua cova até novo aviso; no entanto, Colosso é capaz de atravessar e libertar Max e depois lhe devolve o orbe, que Max usa para levar os poderes da família, e ele então prende sua família dentro de casa antes de partir para o baile onde Phoebe está. Enquanto isso, a Sra. Wong planeja expor os Thundermans depois que ela percebe o traje de super-herói de Phoebe em sua bolsa, que é rapidamente cercada pelas notícias uma vez que ela a anuncia. Max chega ao baile de graduação, está prestes a assumir os poderes de Phoebe, e Dark Mayhem também chega, esperando que Max tome seus poderes. No entanto, depois que Phoebe explica a Max quanto isso aconteceria se Dark Mayhem pudesse assumir o comando, Max, finalmente, cede e dá a todos os seus poderes; infelizmente, eles não recebem seus próprios poderes. Uma batalha feroz então ocorre entre os Thundermans e Dark Mayhem e seu esquadrão que acaba com Max levando os poderes do Dark Mayhem. Mais tarde, a Super Presidente Kickbutt proclama oficialmente Max como um super-herói. Notas: - Um final alternativo foi mostrado após uma reinicialização em 15 de outubro de 2016 (nos Estados Unidos), que apresenta o Super Presidente Kickbutt anunciando os novos protetores de Hiddenville: The Thundermans. Mais importante ainda, ela promove a adição de Phoebe e Max como "The Thunder Twins", causando uma discussão entre eles sobre quem seria o companheiro. - Este é um episódio duplo. Estrelas Convidadas: Ryan Newman, Maya Le Clark, Audrey Whitby, Helen Hong, Barrett Carnahan, Tanner Stine, Kenny Ridwan, Jake Borelli, Gabrielle Elyse, Jeff Meacham, Camille Manning Hyde, Daniele Gaither |      | |                        |                                                    |                                                                   |                    |                        |

### 4.ª temporada (2016–2018)
- Em 2 de Março de 2016, a Nickelodeon renovou o show para uma Quarta Temporada. Essa é a última temporada da série. Em 16 de Maio de 2017, a Nickelodeon encomendou 6 episódios adicionais para a 4ª temporada deixando um total de 32 episódios e com 103 episódios no total.

| # | #    | Título                                                                               | Dirigido por          | Escrito por                          | Exibição original                                              | Código de produção | Audiência (em milhões) |
| --- | ---- | ------------------------------------------------------------------------------------ | --------------------- | ------------------------------------ | -------------------------------------------------------------- | ------------------ | ---------------------- |
| 72 | 1    | "Feliz dia das Bruxas-Heróis (PT) Feliz Herói-ween (BR)" "Happy Heroween"            | Eric Dean Seaton      | Wesley Jermaine Johnson Scott Taylor | 22 de outubro de 2016 7 de abril de 2017 13 de outubro de 2017 | 405                | 1,96                   |
| Quando uma enorme tempestade torna impossível que os Thundermans saírem para o Halloween e faz com que a casa fique sem luz, o Dr. Colosso oferece para contar-lhes histórias assustadoras para assustá-los. Na primeira história, Billy e Nora são transformados em doces por um troll por roubar doces; e Hank come-os pensando que são doces. A segunda história é sobre uma família de monstros, chamado "Monstermans". Os Monstermans se mudaram para Humanville para viver uma vida normal. Mas um dia, eles vão para Splatburger para uma festa de Halloween e ficam expostos como monstros. Todos se voltam contra eles por serem monstros. Na terceira história, "Phoebe a Caçadora de Vampiros", Phoebe e Cherry percebem que Max é um vampiro e tenta fugir dele indo na escola. No entanto, na escola, eles percebem que Max está transformando muitos outros estudantes em vampiros também. Para salvar a si mesmos e os outros alunos, Cherry e Phoebe devem matar o vampiro original. Eles acham que é Max, mas é certo que o Dr. Colosso é o vampiro original. As histórias assustadoras de Colosso assustam todos na cama, exceto Phoebe e Max, mas depois Dr. Colosso acabam assustando eles por mostrar ele mesmo sem os apliques de pelo. Estrelas Convidadas: Audrey Whitby e Helen Hong. |      |                                                                                      |                       |                                      |                                                                |                    |                        |
| 7374 | 23   | "Thundermans: Expulsos (BR) Os Thundermans: Banidos! (PT)" "Thundermans: Banished!"  | Jonathan Judge        | Jed Spingarn Dan Serafin             | 19 de novembro de 2016 31 de maio de 2017 3 de abril de 2017   | 403-404            | 2,37                   |
| Devido ao show de Hank e Barbara depois que as identidades das famílias são reveladas e Phoebe e Max causando acidentalmente o restaurante da Sra. Wong para ser destruído, a Super Presidente Kickbutt usa uma roda para decidir onde os Thundermans devem se mudar. Depois de um longo giro causado por Hank Thunderman, eles acabam se mudando para a Antártica enquanto os Thundermans são enviados para lá com a Super Presidente Kickbutt dizendo-lhes que não removerá seus poderes se eles nunca retornarem. Em seu lugar, a família Falconman é colocada lá. Devido ao complô maligno de Candi Falconman para fazer com que todos gostem dela, Phoebe e Max arriscaram voltar a parar seu enredo. Depois, o resto dos Thundermans e Super Presidente Kickbutt e seus trabalhadores chegaram onde Phoebe teve que explicar seus motivos por trás de desobedecer o aviso do Super Presidente Kickbutt. Após uma remoção pública do poder, resulta que os Thundermans ainda têm seus poderes. O super presidente Kickbutt afirmou que fingiu que eles estavam desapontados para enganar os civis e recomendam que eles sejam mais cuidadosos a partir de agora. Notas: - Este é um episódio duplo. Estrelas Convidadas: Ryan Newman, Audrey Whitby, Tanner Stine, Helen Hong, Daniele Gaither, Jake Borelli, Gabrielle Elyse, Jada Facer (Candi Falconman), JoJo Siwa (Nora's fan) |      |                                                                                      |                       |                                      |                                                                |                    |                        |
| 75 | 4    | "Trabalho em Equipe (BR) Cheira a Espírito de Equipa (PT)" "Smells Like Team Spirit" | Eric Dean Seaton      | Sean W. Cunningham Marc Dworkin      | 7 de janeiro de 2017 19 de junho de 2017 5 de abril de 2017    | 402                | 1,84                   |
| Phoebe e Max estão começando oficialmente seu treinamento da Força-Z, mas seus esforços são comprometidos por sua incapacidade de trabalhar em conjunto como equipe. Max parece que Phoebe é muito controladora por causa de seu horário de treinamento apertado, enquanto Phoebe parece que Max é muito egoísta e não dá a Força-Z a atenção que merece. Piora quando Phoebe percebe que Max gastou seu dinheiro do equipamento da Força-Z para comprar um quartel general da equipe da casa da árvore sem falar com Phoebe. Barb e Hank tentam ajudar os gêmeos, levando-os através de uma série de atividades de construção de equipe, mas não funciona. Barb e Hank convencem Phoebe de que ela está controlando e então ela vai pedir desculpas a Max na casa da árvore. Isso só leva a outra luta que causa a queda da casa da árvore. Antes de bater no chão, os Thunder Gêmeos se salvam com telecinésia, fazem com que percebam que, de fato, se preocupam um com o outro. Eles concordam em tentar mais trabalhar juntos. |      |                                                                                      |                       |                                      |                                                                |                    |                        |
| 76 | 5    | "Max Futurista (BR) Max em Direção ao Futuro (PT)" "Max to the Future"               | Trevor Kirschner      | Dicky Murphy                         | 14 de janeiro de 2017 20 de junho de 2017 11 de abril de 2017  | 406                | 1,82                   |
| Ao enviar as habilidades especiais de sua equipe para o Z-Force, Max percebe que Phoebe está apenas planejando enviar suas habilidades e, portanto, ele se sente excluído porque quer contribuir também. Ele pede a Phoebe que inclua "invenções" como suas habilidades especiais, mas Phoebe zombou dele porque a maioria de seus aparelhos passados falharam. Então, Max gasta toda a noite criando um aparelho chamado CrimeCaster que pode prever crimes antes de acontecerem. Como Max não acredita em sua própria criação, ele recebe conselhos de Colosso para fingir os crimes. Isso impressiona Phoebe e ela concorda em adicionar invenções à lista. Phoebe fica desapontada quando aprende que Max tem fingido os crimes. Mas acontece que o gadget ainda funcionava depois de tudo. Os gêmeos incluem oficialmente invenções como uma das suas habilidades. Estrelas Convidadas: Hunter Stiebel, Nick Gomez, David Mattey |      |                                                                                      |                       |                                      |                                                                |                    |                        |
| 77 | 6    | "Revivendo o Casamento (BR) Melhor Segundo Casamento (PT)" "Better Off Wed"          | Lynn McCracken        | Jeny Quine                           | 21 de janeiro de 2017 21 de junho de 2017 12 de abril de 2017  | 407                | 1,87                   |
| Ao preparar presentes de aniversário de casamento para seus pais, as crianças de Thundermans percebem que nunca viram nenhuma foto de casamento de seus pais. Hank então fala sobre a história de como o Dr. Colosso arruinou seu casamento, transformando-os em cabras com o Animalizador. A Liga de Heróis mais tarde encontrou uma maneira de transformar Hank e Barb de volta para os seres humanos e, depois disso, Hank foi após Colosso e usou sua invenção de animação para transformá-lo em um coelho. Depois de ouvir a história, Phoebe diz a seus irmãos que recriam o casamento de Hank e Barb para renovar seus votos como presente de aniversário. No entanto, o Dr. Colosso aprende sobre os planos e encontra uma maneira de chegar ao animalizador, tornando-se humano. Durante um casamento simulado, o Dr. Colosso aparece e transforma Max, Phoebe, Billy e Nora em animais. Barb e Hank chegam mais tarde e o derrotam. Notas - Neste episódio revela-se que foi o Dr. Colosso que criou o Animalizador. - Esta é a terceira aparição de Dr Colosso como um Humano. Estrelas Convidadas: Dana Snyder |      |                                                                                      |                       |                                      |                                                                |                    |                        |
| 78 | 7    | "Parques & T-Rex (BR)" "Parks & T-Rex"                                               | Leonard R. Garner Jr. | Genna Ryan                           | 28 de janeiro de 2017 22 de junho de 2017                      | 409                | 1,72                   |
| Depois de perder a graduação pré escolar da Chloe, Phoebe e Max percebem que passaram tanto tempo juntos treinando para a Força Z e não tendo tempo suficiente com sua família. Então, Phoebe oferece para fazer com eles com uma noite de diversão Phoebe onde ela os levaria para o parque. Infelizmente, o parque está fechado, mas felizmente Phoebe encontra a chave do guarda e os rouba. Os Thundermans gostam de jogar em diferentes lugares do parque, incluindo mini-golfe, sem perceber que estão lá ilegalmente. Hank faz com que o dinossauro de mini-golfe que funcione com defeito comece a soprar fogo, logo antes de a família ser cortada pelos guardas. Eles trabalham rapidamente para salvar os guardas sem usar seus poderes. Phoebe admitiu que ela mentiu sobre o parque reservado para eles, apenas para passar o tempo com a família. Phoebe é banida dos parques para sempre. Enquanto isso, o Dr. Colosso engana Max para passar o tempo com ele, fingindo que está doente, sofrendo a "Febre do Coelho, causada pela solidão e negligência. Quando Max descobre do médico do animal de estimação que Colosso está mentindo e confronta-o sobre isso, Colosso admite que ele sente falta de Max. Max promete passar mais tempo com ele. Estrelas Convidadas: Enn Reitel, Kirstin Eggers |      |                                                                                      |                       |                                      |                                                                |                    |                        |
| 79 | 8    | "Encontro de Emergência(BR)/(PT)" "Date of Emergency"                                | Eric Dean Seaton      | Lisa Muse Bryant                     | 4 de fevereiro de 2017 23 de junho de 2017 4 de abril de 2017  | 401                | 1,72                   |
| Quando Cherry e Oyster anunciam que agora são um casal e planejam um encontro duplo com Max e Allison, Phoebe percebe que ela é a quinta roda. Sentir-se afastado por seus amigos, ela tenta ficar com um namorado para que ela possa triplicar a data com Choyster e Mallison na Árvore do Coração. Infelizmente, a maioria dos garotos de Hiddenville High tem medo de ir a Árvore do Coração por causa do assustador Fazendeiro Ted. Phoebe precisa procurar um garoto desesperado o suficiente para namorar com ela - então, ela se instala para Gideon. Infelizmente, Gideon acaba por ser alérgico a muitas coisas, fazendo com que Phoebe seja deixada para trás com ele. Ambos caíram em uma das armadilhas do fazendeiro Ted. Max, preocupado por Phoebe, volta e encontra eles presos. Ao tentar resgatá-los, ele desencadeia outras armadilhas capturando ele e Allison, bem como Cherry e Oyster. Phoebe admite que ela só pediu a Gideon para que ela não fosse deixada de fora e Gideon admite que ele só aceitou porque queria se aproximar de Barb. O fazendeiro Ted chega e diz que ele apenas atrapa pessoas para que possam conversar com ele. Estrelas Convidadas: Ryan Newman, Audrey Whitby, Kenny Ridwan, Tanner Stine, Harvey Guillen, Jim O'Heir |      |                                                                                      |                       |                                      |                                                                |                    |                        |
| 80 | 9    | "Laranja É O Novo Max (BR)" "Orange Is The New Max"                                  | Trevor Kirschner      | Keith Wagner                         | 18 de fevereiro de 2017 7 de agosto de 2017                    | 411                | 1,53                   |
| A Super Presidente Kickbutt atribui Max à prisão de Metroburg, a fim de ajudar a estabelecer jovens juvenis superpoderados em linha reta. Dr. Colosso convence Phoebe de que Max vai voltar ao mal depois de sair com aquelas crianças malignas. Isso faz Phoebe ficar paranóica e então segue Max e tenta mantê-lo em cheque. Enquanto conversava com as crianças, Max faz parecer que o mal é divertido, o que preocupa Phoebe ainda mais. Ela lembra Max e as crianças que Max acabou se transformando bem. Ela até lhes dá canetas para escrever o que aprenderam, mas usam as canetas para desbloquear suas pulseiras de tornozelo anti-poder; levando a uma briga entre Phoebe e Max e as crianças do mal. Max finge se voltar contra Phoebe para ganhar a confiança das crianças, mas aproveita isso para ajudar a detê-las. Phoebe admite que pensou que voltaria o mal novamente, mas Max assegura-lhe que estava com seriedade que ele não é mais mau. Estrelas Convidadas: Jackée Harry, Daniele Gaither, Isabella Marino, Kate Alberts, Kezii Curtis |      |                                                                                      |                       |                                      |                                                                |                    |                        |
| 81 | 10   | "Ajuda Errada (BR) Abandono Perfeito (PT)" "Ditch Perfect"                           | Trevor Kirschner      | Chase Heinrich Micah Steinberg       | 21 de janeiro de 2017 8 de agosto de 2017 14 de abril de 2017  | 408                | 1,67                   |
| Quando Max perde uma prática de banda devido ao treinamento da Força-Z, Phoebe e Cherry ouvem seus colegas de banda dizendo que vão expulsar o Max para não levar a banda a sério. Phoebe se sente responsável porque o treinamento intenso da Força-Z pode custar a Max um lugar na banda. Então, ela tenta ajudar Max a ser aceito de volta na banda e isso funciona. Infelizmente, verifica-se que Max realmente queria abandonar a banda e só estava faltando a prática como parte de seu plano de longo prazo para ser expulso da banda. Ele diz a Phoebe que ele só quer se concentrar em Z-Force por enquanto. Então, Phoebe e Max trabalham juntos para que Max seja expulso da banda, sugerindo ideias ridículas, mas não funciona. Max até tenta forçar a banda a aceitar Phoebe, mas eles realmente a querem entrar. Quando tudo falhar, Max fala a seus colegas de banda a verdade. Oyster revela que ele também estava planejando deixar a banda. Assim como Gideon. Com este acordo mútuo, a banda de Max acaba e prometem permanecer amigos. Notas: - Desde da segunda temporada, a banda de Max chega ao fim. Estrelas Convidadas: Audrey Whitby, Kenny Ridwan, Tanner Stine, Jake Borelli, Helen Hong, James Hong |      |                                                                                      |                       |                                      |                                                                |                    |                        |
| 82 | 11   | "Que A Força-Z Esteja Com Você (BR)" "May Z-Force Be With You"                       | Robbie Countryman     | Sean W. Cunningham Marc Dworkin      | 4 de março de 2017 9 de agosto de 2017                         | 410                | 1,59                   |
| Phoebe e Max preparam-se para ser entrevistados pelo entrevistador da Força-Z D-Tail, a fim de ver se chegarão às finais da audição Força-Z. Quando Phoebe vai ajudar Cherry em um torneio de pingue-pongue, ela é derrubada pelas escadas da escola e quebra seu pescoço; então, ela e Max treinam Cherry ocupando seu lugar na entrevista disfarçada. Preocupado com o fato de que Cherry pudesse se preocupar, Phoebe se veste como Cherry e se junta à entrevista para ajudar quando necessário. Cherry ajuda-os a passar a entrevista, mas quando uma emergência no Reator de Proton precisa dos poderes de Phoebe e Max, Max não consegue salvar o dia sem Phoebe. Por sorte, Phoebe leva Chloe para teletransportá-la para Metroburg. Cherry ajuda a distrair o entrevistador enquanto Phoebe e Max salvam o reator de prótons. O entrevistador diz a Max e "Cherry" que passaram a entrevista e ele os recomendou para a fase final no recrutamento da Z-Force. Cherry tem o prazer de finalmente salvar Phoebe de certa forma. Notas: - O Título deste episódio é uma paródia de Star Wars Que a Força esteja com você. Estrelas Convidadas: Audrey Whitby, Helen Hong, Jeff Meacham, Gary Anthony Williams |      |                                                                                      |                       |                                      |                                                                |                    |                        |
| 83 | 12   | "Dispensa de Amor (BR)" "21 Dump Street"                                             | Robbie Countryman     | Lisa Muse Bryant                     | 3 de junho de 2017 11 de fevereiro de 2018                     | 414                | 1,52                   |
| Após 3 meses de voluntariado com o Earth Corps, Allison escolhe continuar sua missão e separa com Max. Essa separação envia Max para um estado de depressão, que começa a afetar a saúde e seus superpoderes. Phoebe tenta ajudá-lo a superá-lo colocando-o com Molly, o novo chefe dos Green Teens que compartilha muitas semelhanças com a Allison. Mas quando Molly se aproxima, ela rouba o Dr. Colosso e o leva para adoção de animais de estimação, alegando que os Thundermans estavam maltratando o coelho. O Dr. Colosso é adotado pelo diretor Bradford, forçando Phoebe e Max a trabalhar juntos para recuperar o Colosso sem encontrar Bradford. Depois de perceber que Bradford tornou-se miserável por não ter avançado após sua primeira separação, Max ganha força para superar Allison e seguir em frente. Enquanto isso, Nora e Billy pedem aos pais para começar a treiná-los para se tornarem super-heróis. Hank começa a treiná-los no nível mais baixo, mas Nora é impaciente, acreditando que ela é melhor do que isso, já que eles derrubaram os vilões reais antes. Ela nivela o robô de treinamento do Crime Buddy da Liga de Heróis ao nível mais alto, o que faz com que o robô comece a atacá-los. Notas: - Nesse episódio revela-se que o Diretor Bradford mora na escola. Estrelas Convidadas: Audrey Whitby, Jeff Meacham, Addyson Bell (Molly) |      |                                                                                      |                       |                                      |                                                                |                    |                        |
| 84 | 13   | "Superenganadores (BR)" "Super Dupers"                                               | Leonard R. Garner Jr. | Dicky Murphy                         | 10 de junho de 2017 25 de fevereiro de 2018                    | 415                | 1,29                   |
| Depois de ter zombado o short curto de Bradford e tendo problemas com ele por não conseguir expressar suas opiniões, Gideon pede ajuda a Max e Phoebe. Mas Phoebe engana Gideon dando uma pulseira a ele dizendo que ela o ajudará a ter superpoderes. Mas as coisas acabam saindo do controle quando Gideon decide vigiar a cidade em cima de telhados e Max e Phoebe ficam preocupados com que ele se machuque fazendo isso. Então eles decidiram se fantasiar de super-vilões para que eles consigam recuperar a pulseira de volta, mas o plano não da certo na primeira vez então eles tentam pela segunda vez e conseguem recuperar a pulseira de Gideon. Enquanto isso na casa dos Thundermans, Billy, Nora e Chloe estavam brincando de Pedra, Papel e Laser e sem querer Nora acerta o Thundermonitor então eles pedem ajuda ao Dr. Colosso mas as coisas pioram mais. Estrelas Convidadas: Jeff Meacham e Kenny Ridwan. |      |                                                                                      |                       |                                      |                                                                |                    |                        |
| 85 | 14   | "Poderes de Mayhem (BR)" "Come What Mayhem"                                          | Jonathan Judge        | Sean W. Cunningham Marc Dworkin      | 17 de junho de 2017 22 de setembro de 2017                     | 418                | 1,58                   |
| Thunder Man e Electress foram selecionados para receber o prêmio da Capa de Platina durante os próximos 75th Prêmios Supe pelo seu trabalho de super-herói. Enquanto, o resto da família está animado, Max está preocupado porque ele estabeleceu uma grande bomba de fedor para explodir durante os prêmios. Mas agora que ele é bom, ele tem que detê-lo, porque ele o obterá automaticamente e Phoebe será desqualificada pela Força-Z. Phoebe está brava que ainda está limpando a bagunça de Max mesmo quando está bem. Max trabalha para criar um dispositivo que gerará uma explosão eletro-plasma necessária para desativar o invólucro de Thundertanium na bomba de fedor. Mas Phoebe não acredita nisso e quer obter os poderes do Dark Mayhem do orbitar do poder, mas Max adverte que os poderes transformariam qualquer um que os use mal. Phoebe vai atrás das costas de Max e absorve os poderes de qualquer maneira. Durante os Prêmios Supe, ela usa os poderes para desativar a bomba fedorenta, mesmo que a invenção de Max também tenha funcionado. Depois de voltar para casa, Phoebe tenta devolver os poderes do Dark Mayhem ao orbe. Mas os poderes rejeitam o orbe e saltam de volta ao seu corpo. Os poderes assumem o controle dela e seus olhos ficam vermelhos e ela começa a virar malvada. Estrelas Convidadas: Daniele Gaither, Dominic Burgess, Matthew Harris |      |                                                                                      |                       |                                      |                                                                |                    |                        |
| 8687 | 1516 | "Problemas No Paraíso (BR)" "Thunder in Paradise"                                    | Jonathan Judge        | Jed Spingarn Dan Serafin             | 24 de junho de 2017 28 de setembro de 2017                     | 420-421            | 2,28                   |
| Depois de absorver os poderes do Dark Mayhem, Phoebe começa a ter pesadelos onde ela é má e destruindo o mundo. Ela tenta conversar com Max sobre isso, mas ele ainda está desapontado com ela. Então, ela vai visitar Dark Mayhem na Supercadeia de Metroburg para descobrir como se livrar de seus poderes. Mas Dark Mayhem diz a ela para abraçar os poderes e continuar seu plano-mestre para conquistar o mundo. Ele diz a ela para ir a uma caverna no fundo do vulcão Weeping no Havaí para obter o plano completo de Dark Mayhem. Depois de conversar com Dark Mayhem, ela se torna completa. Ela tenta pegar Chloe para levá-la ao Havaí, mas toda a família decide escolher o Havaí para suas férias. Durante seu tempo no Havaí, Phoebe coloca o Billy em perigo e foge para procurar a caverna. Max descobre que algo está errado com ela e a segue. Phoebe derrota o Max usando os poderes do Dark Mayhem forçando Max a voltar para obter sua família como ajuda. Na caverna Phoebe encontra Destructo, o ajudante de Dark Mayhem que lhe dá os planos sobre como usar o Malvezium para espalhá-lo através da atmosfera terrestre destruindo todas as superpoderes do planeta. Max, Billy e Nora tentam detê-la com o poder, mas ela os dominou e destrói o orbe. Ela os deixa presos na caverna e vão para a guarida do Dark Mayhem para completar o plano. Max e seus irmãos são resgatados mais tarde por Hank e Barb. Eles seguem Phoebe para o covil do Dark Mayhem, mas ela os atrapalha dentro de um campo de força, tornando-os impotentes enquanto espera a lava do vulcão com Malvezium para entrar em erupção. Com o tempo acabando, Max descobre uma maneira de fazer as peças quebradas do orb funcionam. Com a ajuda da visão de calor de Nora e da eletroquinesia de Barb, Max consegue alimentar os pedaços da esfera e absorver os poderes do Dark Mayhem da Phoebe; salvando-a. Enquanto isso, Destructo fica em anexo e decide completar o plano. Hank luta para detê-lo enquanto Max e Phoebe trabalham juntos para congelar a lava fervente antes que ele entre em erupção. Os gêmeos salvam o mundo e Phoebe pede desculpas a Max por não acreditar que ela precisava dele. Notas: - Este é um episódio duplo. Estrelas Convidadas: Chris Grace, Piotr Michael, Matthew Harris. |      |                                                                                      |                       |                                      |                                                                |                    |                        |
| 88 | 17   | "Salve a Dança do Passado (BR)" "Save the Past Dance"                                | Robbie Countryman     | Anthony Q. Farrell                   | 18 de novembro de 2017 11 de abril de 2018                     | 427                | 1,34                   |
| Após uma grande ventania chegar em Hiddenville, Phoebe, Max, Nora e Billy não querem ir à escola. Hank e Barb dizem a eles que se eles não fossem à escola, eles seriam forçados a contar a história de Heinrich Hiddenville III o antigo prefeito da cidade. Depois de eles terem ido à escola, eles encontram com o Primo Blobbin com sua máquina do tempo em sua casa, Max teve uma ideia em ir para 1955 para provar que a história de Heinrich Hiddenville III é falsa. Assim que eles chegam em Hiddenville, em 1955, se deparam com Heinrich Hiddenville III que de acordo com a história ele se defendeu de um urso com um lápis, com isso, Phoebe, Max, Nora e Billy tentam impedir que ele se defenda mas acabam assustando Heinrich e acabou quebrando a perna. Com isso, eles voltam para Hiddenville mas a cidade está totalmente diferente pois no passado eles fizeram que Heinrich detestasse os super-heróis e banindo eles da cidade. Portanto, Hiddenville virou "Crimeville", a cidade dos crimes. Então para voltar do jeito que era antes, eles teriam que voltar para 1955 e que Heinrich conseguisse vencer o concurso de dança naquela época. Phoebe acaba virando a parceira de Heinrich. No Splatburger, a lanchonete tinha o estilo daquela época e a dona era a avó de Sra. Wong. Durante o concurso de dança, Max usou telecinese para ajudar Heinrich a dançar pois ele estava com a perna quebrada. Phoebe e Heinrich não vencem o concurso mas Heinrich ficou feliz e aquela noite foi especial para ele. Com isso, eles voltam para o futuro e estava do jeito como era. Estrelas Convidadas: Audrey Whitby, Jeff Meacham, Helen Hong, Jake Borelli, Kenny Ridwan, Harvey Guillen e Owen Joyner (Heinrich Hiddenville III) |      |                                                                                      |                       |                                      |                                                                |                    |                        |
| 89 | 18   | "Programa Pequeno Z (BR)" "Z's All That"                                             | Trevor Kirschner      | Wesley Jermaine Johnson Scott Taylor | 6 de janeiro de 2018 25 de abril de 2018                       | 417                | 1,15                   |
| Estrela Convidada: Harvey Guillen (Blobbin). |      |                                                                                      |                       |                                      |                                                                |                    |                        |
| 90 | 19   | "Encontro Arranjado (BR)" "Can't Hardly Date"                                        | Jody Margolin Hann    | Dicky Murphy                         | 13 de janeiro de 2018 9 de junho de 2018                       | 430                | 1,35                   |
| Ambos Max e Phoebe, cansados de serem as paixões obsessivas de Gideon e Sarah, os dois criam um plano para fazer um encontro de Sarah e Gideon para que eles comecem a namorar. O plano da certo para Phoebe e Max porque eles finalmente vão ficar livres de Gideon e Sarah mas quando Sarah diz que seu tio é o Mark McGrath, Max tenta reconquistar a Sarah para que ele possa ir ao show e conhece-lo. Phoebe não quer que Max estrague o relacionamento dos dois porque Gideon gosta muito de Sarah então Max vem disfarçado para o show do Sugar Ray e encontra Phoebe disfarçada de chef de cozinha para lutar contra Max. Enquanto Max e Phoebe lutam, Mark McGrath aparece dizendo para eles não estragarem o encontro de Gideon e Sarah pois eles são um bom casal. Enquanto isso, Barb fica preocupada quando não consegue encontrar o cobertor de Chloe porque sempre que se perde, Chloe faz uma birra e se torna incontrolável. Depois de encontrar o cobertor, Hank e Billy o escondem, esperando ensinar uma lição a Chloe, mas o Dr. Colosso o rouba. Quando Colosso joga uma birra, recusando-se a devolvê-lo, Chloe percebe que não é uma boa imagem para ela e então ela da o cobertor para o Colosso. Estrelas Convidadas: Mark McGrath, Helen Hong, Kenny Ridwan e Keely Marshall. Ausentes: Addison Riecke (Nora). |      |                                                                                      |                       |                                      |                                                                |                    |                        |
| 91 | 20   | "A Vingança de Smith (BR)" "Revenge of the Smith"                                    | Trevor Kirschner      | Anthony Q. Farrell                   | 20 de janeiro de 2018 25 de abril de 2018                      | 416                | 1,01                   |
| Por terem salvado os alunos do Baile da Escola contra Dark Mayhem, a escola Hiddenville decidiu homenagear Phoebe e Max com um desenho em um mural feita por Smith, mas eles não sabem que Smith guarda um rancor deles por terem estragado a sua noite do baile. Então ela deveria desenhar eles como super-heróis mas ela os desenhou como super-vilões atacando os alunos. Depois de olharem o quadro, eles chamam a Smith para ir ao Splatburger para fazer as pazes com Smith mas acabam piorando tudo pois Smith acaba descobrindo que Phoebe e Max foram curiosos e olham o mural mesmo não estando pronto. Então Smith fez com que Phoebe e Max usassem roupas femininas e fazer uma simulação do Baile na escola. Phoebe e Max decidiram mostrar o mural para a escola toda e provar que eles não são super-vilões. Supreendentemente a escola adorou o mural mas deixa Smith irritada pois queria que a escola toda odiasse Phoebe e Max. Depois de várias tentativas fracassadas, Smith jogou bolas de tintas em Phoebe e Max mas acaba errando todas e então tentou empurrar eles em uma piscina de ponche mas ela erra novamente e quase cai na piscina porque Phoebe e Max salvaram ela. Então eles fazem as pazes e Smith tira o seu rancor contra eles. Enquanto isso, Nora está preocupada com a obsessão de Billy por fazer o "Dap". Com a ajuda do Dr. Colosso, Nora mostra a Billy um documentário falso de crianças dizendo o quanto as coisas afetaram suas vidas. Como Billy não quer perder Nora, ele pára de fazer o "Dap". Ele substitui-lo com uma nova mania chamada "dadding", onde ele age como seu pai. Nora e Colosso detestam ainda mais o papai. Eles prefeririam que ele fizesse o "Dap" de novo. Então, eles revelam a ele que o vídeo era falso. Estrelas Convidadas: Audrey Whitby, Jeff Meacham, Julia Lester (Smith), Lonnie Chavis (Gilly). |      |                                                                                      |                       |                                      |                                                                |                    |                        |
| 92 | 21   | "Onde se Esconder? (BR)" "Nowhere to Slide"                                          | Jody Margolin Hann    | Genna Ryan                           | 27 de janeiro de 2018 18 de abril de 2018                      | 424                | 1,19                   |
| Quando a família Thunderman estava assisindo um programa de sobrevivência, quando Barb, Phoebe falam para Max que ele não aguenta um dia na floresta, então eles decidem fazer uma competição. Max, Billy e Hank vão para a floresta fazer o que o Hank fazia quando era criança e Barb, Phoebe e Nora vão fazer o que a Barb fazia quando era criança. Assim que os meninos saíram de casa, eles não aguentaram ficar nem um dia inteiro na floresta e se esconderam no covil de Max até que a competição acabe. Quando Nora e Phoebe ficam sabendo que iá sair novos episódios de sua série favorita, Barb marca uma noite para fazer "A Noite das Amigas McBugger" quando elas vão fazer o que a Barb fazia quando criança. Então elas tem que decidir se vão assistir sua série favorita ou fazer as atividades de infância com Barb. |      |                                                                                      |                       |                                      |                                                                |                    |                        |
| 93 | 22   | "Irmão Importante (BR)" "Significant Brother"                                        | Eric Dean Seaton      | Chase Heinrich Micah Steinberg       | 3 de fevereiro de 2018 4 de abril de 2018                      | 419                | 1,30                   |
| Ao saber o irmão de Cherry vem a cidade, Phoebe fica apaixonada por Perry, que é está treinando para o time de Hockey. Perry vai até a casa de Phoebe e convida ela para sair, Phoebe aceita e Cherry espera que Phoebe não tenha aceitado porque as pessoas acabam esquecendo ela quando elas ficam amigas com Perry. Phoebe arruma um jeito de sair com o Perry sem que a Cherry saiba mas o plano não da certo. Phoebe encontra Perry em uma loja de esportivos mas Perry acabou fazendo que Phoebe fique distraída fazendo coisas com Perry. Cherry fica sabendo que Phoebe saiu com Perry pois ela esqueceu do show que elas iam juntas. Phoebe faz de tudo para que Cherry perdoe-a e Cherry aceita suas desculpas. Enquanto isso, Billy e Nora fazem o desafio da garrafa e Max fica com ciúmes porque ele deveria ser melhor que eles, então, Max faz uma aposta com eles dando o seu covil se perder o desafio da garrafa. Ele perde e fica fora de casa até que ele assuma que Billy e Nora são melhores que ele. Estrelas Convidadas: Audrey Whitby e Evan Hofer (Perry). |      |                                                                                      |                       |                                      |                                                                |                    |                        |
| 94 | 23   | "Ritmo & Tênis (BR)" "Rhythm n' Shoes"                                               | Carl Lauten           | Nora Sullivan                        | 17 de fevereiro de 2018 4 de abril de 2018                     | 423                | 1,08                   |
| Ao saber que uma cantora-pop famosa vem para a cidade, Phoebe e Cherry fazem de tudo para que Cheyanne venha para a escola Hiddenville. Max também quer que Cheyanne venha para a escola então ele hackeia o contador de votos e a escola Hiddenville ganha. Quando Cherry, Phoebe e Max vão para a escola, são supreendidos por uma segurança. Elas pedem que só vão tirar uma selfie com Cheyanne mas não adiantou, então Phoebe e Cherry veem a Cheyanne descendo a escadas quando sem querer Dr Colosso muda o toque de celular de Max. Max acha o remix horrível mas Cheyanne gostou do remix. Max rouba os créditos de Dr Colosso dizendo que ele é o DJ Colosso e que ele pode fazer seu remix no dia da apresentação na escola. Phoebe e Cherry arrumam um jeito de infiltrar na apresentação fingindo ser as dançarinas de Cheyanne com a ajuda de um tênis especifico para ensinar a coreografia. Depois que começou a apresentação com Cherry e Phoebe como dançarinas e Max como DJ Colosso, Dr Colosso faz os tênis de Phoebe e Cherry ficarem fora de controle e atrapalhar a apresentação de Cheyanne como vingança por Max ter roubado o seu remix e sem dar os créditos. A apresentação foi um desastre e Cheyanne expulsa Max, Phoebe e Cherry da escola. Ao chegar em casa, Cherry e Phoebe se sentem tristes por não conseguirem uma selfie com Cheyanne, então Phoebe olha o seu celular e vê uma foto embaçada de Cherry Phoebe e Cheyanne. Com isso elas completam o album com a foto. Enquanto isso, na lanchonete Splatburger Chloe quer comprar o seu primeiro laço com a Nora mas quando Nora foi pegar Ketchup, ela vê duas celebridades de moda que são Stacie e Heather. As duas aprovam o look de Nora e convidam-a para trabalhar com elas mas Nora fica entre comprar laços com Chloe ou trabalhar com elas durante 1 dia. Nora vê que elas desprezam sua irmã e dispensam ela e Nora fica com sua irmã. Estrelas Convidadas: Audrey Whitby, Daniella Perkins (Cheyanne), Kate Marie Tomlinson (Heather) e Laya Deleon Hayes (Stacie) |      |                                                                                      |                       |                                      |                                                                |                    |                        |
| 95 | 24   | "A Visita dos Avós (BR)" "Make It Pop Pop"                                           | Trevor Kirschner      | Chase Heinrich Micah Steinberg       | 24 de fevereiro de 2018 24 de agosto de 2018                   | 431                | 1,09                   |
| Nana e Pop Pop estão visitando os Thundermans. Phoebe e Max acidentalmente revelam que Dr. Colosso mora com eles. Desde que Pop Pop tem tolerância zero com supervilões, ele quer mandar Dr. Colosso para a Zona de Detenção. Quando Max tenta proteger ele, ele acaba mandando os dois para a Zona de Detenção. Phoebe implora para traze-los de volta mas não adianta então ela congela Pop Pop e se atira no portal da Zona de Detenção. Ela os encontra em um quarto com outros vilões e, sem sucesso, tenta convencer a professora de que ela e Max não são realmente vilões. Depois de escapar, os gêmeos explicam ao avô que Colosso ajudou a salvá-los porque ele está se tornando uma pessoa melhor. Enquanto isso, Nana quer que Nora, Billy e Chloe venham a Splatburger com ela enquanto usam os suéteres feios que ela os trouxe. Nora convence seus irmãos a esconder os suéteres no lixo e a mentir que um valentão os roubou. A Sra. Wong encontra as roupas. Nana Thunderman a confunde com o valentão. Ela dá uma gentileza à Sra. Wong, fazendo a Sra. Wong tão legal que ela começa a dar as coisas de graça. Percebendo que a Sra. Wong poderia perder o seu negócio, Nora limpa e pede a Nana para transformar a Sra. Wong de volta para o seu eu mau. Estrelas Convidadas: Helen Hong (Sra. Wong), William Katt (Pop-Pop), Erin Gray (Nana) e Arianna Ortiz (Lizzie). |      |                                                                                      |                       |                                      |                                                                |                    |                        |
| 96 | 25   | "Ajudante Sinistro (BR)" "Side-Kicking and Screaming"                                | Trevor Kirschner      | Lisa Muse Bryant                     | 3 de março de 2018 11 de abril de 2018                         | 425                | 1,10                   |
| Depois de terem feito treinamentos para a Força-Z, Phoebe e Max entram em casa e deparam com um antigo parceiro de Thunderman, Ajuda Boy. Ajuda Boy é capaz de ajudar a fazer as coisas em questão de minutos e com isso Phoebe e Max tiveram a ideia de transferir o Ajuda Boy para eles para que ele fizesse as atividades para eles enquanto eles treinam para a Força-Z. Mas Phoebe e Max tem um sério problema em dividir as coisas. Ajuda Boy dizem a eles que se tiverem problemas em dividir as coisas ele ia ficar triste e viraria um monstro assustador. Max e Phoebe dizem que não vão ter problemas em dividir as coisas mas acabam tendo problemas então Ajuda Boy se transforma em um monstro e Phoebe e Max tem que deixa-lo feliz dizendo que as coisas que ele fez foram ótimas e que gostaram muito. Enquanto isso, Chloe quer vender seus biscoitos mas não aparece ninguém para compra-los então Billy e Nora vão para a entrada do Splatburger vende-los mas a Sra. Wong achou péssima a ideia deles pois a Sra. Wong estava perdendo clientes e mandaram Billy, Nora e Chloe venderem seus biscoitos em outro lugar mas eles ficaram bem na entrada da lanchonete onde não era propriedade de Sra. Wong. Então, Sra. Wong decidiu competir com eles, vendendo biscoitos com milk-shake de graça. Até então eles tiveram a ideia de fazer a Chloe fazer um choro falso para que os clientes fiquem com dó e que comprem todos os biscoitos de Chloe. Estrelas Convidadas: Helen Hong (Sra. Wong), Thomas Lennon (Ajuda Boy) |      |                                                                                      |                       |                                      |                                                                |                    |                        |
| 97 | 26   | "O Erro do Biscoito (BR)" "Cookie Mistake"                                           | Trevor Kirschner      | Sean W. Cunningham Mark Dworkin      | 10 de março de 2018 18 de abril de 2018                        | 426                | 1,02                   |
| Quando ficaram sabendo que uma biscoiteira famosa chamada Sweet Gam Gam irá fazer um evento dizendo para encontrar uma caixa de biscoito com um convite para visitar "O palácio do biscoito da Sweet Gam Gam", Max, Nora, Billy compram muitas caixas de biscoito. Phoebe decide participar e ganha de primeiro a caixa de biscoito premiada. Quando ela abre a caixa, diz que tem que levar um acompanhante: Billy, Nora ou Max. Phoebe acaba escolhendo o Billy. Quando eles chegam no palácio do biscoito, eles se supreendem com Sweet Gam Gam. Mais tarde, Max e Nora vieram para o palácio escondidos em um saco de gotas de chocolate. O que eles mais queriam era comer o biscoito microchip que é um biscoito que tem qualquer sabor basta baixar o sabor desejado. Depois de uma luta entre Max, Nora e Phoebe e Billy, Sweet Gam Gam acha que Phoebe e Billy estavam roubando o biscoito microchip mas na verdade estava-o protegendo de Max e Nora. Sweet Gam Gam ataca Phoebe e Billy. Max e Nora se soltam e decidem salvar Phoebe e Nora. Com isso, Sweet Gam Gam perdoa eles e eles decidem deixar que Billy escolha o sabor do biscoito microchip. Billy acaba escolhendo o sabor de ração de gato. Enquanto isso, Hank, na infância participou de um concurso de beleza de Metroburg. Já que ele não ganhou, ele fez com que a Chloe participasse do concurso. Lá, a Chloe não se sentiu feliz em participar do concurso então Hank pegou o seu lugar e ganhou o concurso. Estrela especial Convidada: Marla Gibbs (Sweet Gam Gam) Estrela Convidada: Pat Finn (Anfitrião do concurso de representação) |      |                                                                                      |                       |                                      |                                                                |                    |                        |
| 98 | 27   | "Todos os Thundermans de Presidente (BR)" "All the President's Thunder-Men"          | Eric Dean Seaton      | Sona Panos                           | 17 de março de 2018 24 de agosto de 2018                       | 432                | 1,00                   |
| A Super Presidente Kickbutt da Liga Heróis fica farto de Max e Phoebe pedindo-lhe favores. Quando ela começa a bloquear suas ligações, eles fazem Chloe se teletransportar para Kickbutt em sua casa. Depois de uma discussão acalorada, Kickbutt sai como o presidente da Liga de Heróis e nomeia Hank para sucedê-la. Os gêmeos estão felizes porque podem conseguir o que quiserem. Max compra um tubarão-foguete e Phoebe faz de Cherry sua assistente. Para todos os outros, ser a primeira família é uma dor. Os guardas da Liga de Heróis proíbem que Nora e Billy joguem juntos, para proteger Billy de ser espancado por Nora. Enquanto isso, Hank está lutando para administrar a Liga de Heróis. Acontece que é muito trabalho do que ele esperava. Para piorar as coisas, ele já é alvo de uma investigação de escândalo de bolo e o Dr. Colosso está chantageando-o por isso. Ele se esconde no escorregador de Max e começa a chorar. Então, Max e Phoebe decidem fazer com que Kickbutt retome seu emprego. Ela se recusa a princípio, mas muda de ideia depois de perceber como Hank está lutando. Kickbutt retoma seu papel como Super Presidente da Liga de Heróis. Estrelas Convidadas: Audrey Whitby, Daniele Gaither e Patrick Bristow |      |                                                                                      |                       |                                      |                                                                |                    |                        |
| 99 | 28   | "Mad Max: Além do Lar Thunder (BR)" "Mad Max: Beyond Thunderhome"                    | Trevor Kirschner      | Wesley Jermaine Johnson Scott Taylor | 25 de maio de 2018 31 de agosto de 2018                        | 428                | 1,30                   |
| Max já teve o suficiente das regras de seus pais e decide se mudar. Ele se muda para a casa de seu amigo, onde a única regra é que não há regras. Max percebe rapidamente as consequências de morar em uma casa sem regras e não pode mais lidar com isso. Ele rapidamente chega à conclusão de que as regras de seus pais estão no lugar por uma razão e lamenta sua decisão de sair. Max implora a seus pais que o deixem voltar e, depois de prometer seguir todas as regras da casa, seus pais permitem que ele volte para casa. Estrelas Convidadas: Lauren Kosarin (Mulher do Correio), Audrey Whitby e Kenny Ridwan |      |                                                                                      |                       |                                      |                                                                |                    |                        |
| 100 | 29   | "Centésimo Salvamento (BR)" "The Thundredth"                                         | Eric Dean Seaton      | Jed Spingarn                         | 25 de maio de 2018 31 de agosto de 2018                        | 429                | 1,33                   |
| Depois do nonagésimo nono salvamento, Max e Phoebe querem que seus centésimo salvamento seja épica na esperança de que a Liga de Heróis faça um filme épico sobre eles. Então, quando a Sra. Wong lhes pede para parar um ladrão no Splatburger, eles se recusam a ajudar, esperando por um desafio maior. Acontece que o ladrão que eles se recusaram a parar foi o vilão do mal, o Dr. Meteoro, que pretende destruir o planeta com um Meteoro. Eles acabaram por derrotá-lo, mas a Presidente Kickbutt desqualifica a salvação porque os gêmeos se recusaram a ajudar alguém em necessidade. Seu centésimo salvamento acaba sendo os gêmeos salvando o sorvete de Chloe de cair. Estrelas Convidadas: Paris Berelc, Brian Stepanek (Professor Meteor), Helen Hong, Daniele Gaither e Ian Ziering (Jovem ThunderMan). |      |                                                                                      |                       |                                      |                                                                |                    |                        |
| 101 | 30   | "Heróis do Loop (BR)" "Looperheroes"                                                 | Jonathan Judge        | David Hoge & Dan Cross               | 25 de maio de 2018 14 de setembro de 2018                      | 422                | 1,28                   |
| No dia antes do campeonato da Força-Z, Max e Phoebe estão presos em um loop de tempo, revivendo o mesmo dia. No começo, eles assumem que o loop está acontecendo porque a Força-Z quer que eles tenham um dia de folga. Então, eles decidem não ajudar ninguém com problemas, mas isso não quebra o ciclo. Em seguida, eles tentam salvar o máximo de pessoas que podem, mas isso também não ajuda. Phoebe quer contar para a Liga de Heróis, mas Max diz que eles devem descobrir por si mesmos. Mais tarde é revelado que foi Max quem inventou um relógio de loop para fazê-los reviver o mesmo dia, porque ele estava com medo dos próximos campeonatos da Força-Z. Phoebe entende e ajuda ele através de seus medos. Estrelas Convidadas: Addyson Bell (Molly), Jeff Meacham, Helen Hong, Tanner Stine e Jake Borelli |      |                                                                                      |                       |                                      |                                                                |                    |                        |
| 102103 | 3132 | "Os Jogos Thunder (BR)" "The Thunder Games"                                          | Jonathan Judge        | Jed Spingarn & Dan Serafin           | 25 de maio de 2018 14 de setembro de 2018                      | 412-413            | 1,39                   |
| Os jogos Thunder (penúltimo/ último episódio). O dia do campeonato da Força-Z chegou. Os Thunder Gêmeos fazem uma aliança com outro finalista, Balfour. Eles o convidam para sua casa, onde ele conhece o Dr. Colosso e o reconhece como seu pai. Ele se volta contra eles durante as finais, mas os gêmeos saem vitoriosos. Em uma reviravolta de última hora, o Comandante da Força-Z diz a Max e Phoebe que apenas um deles pode se juntar a Força-Z porque eles não têm o poder dos gêmeos. Ele os força a lutar uns contra os outros. Phoebe finge uma lesão para deixar Max vencer. De volta a casa, Balfour prende os Thundermans como vingança por transformar o Dr. Colosso em coelho. Quando Max percebe que sua família está com problemas, ele pede ajuda à Força-Z, mas eles se recusam, dizendo que a Força-Z vem primeiro do que a família. Então, ele deixa a Força-Z e chega em casa para salvar sua família. Quando Balfour tranca a família em uma gaiola, Max e Phoebe seguram as mãos que ativam o poder dos gêmeos. Eles se libertam e transforma Balfour em um coelho como o Colosso. Depois de saber o que aconteceu, a Presidente Kickbutt desfaz a Força-Z e pede que Max e Phoebe se tornem os novos líderes. Os gêmeos recrutam o restante da família como membros e renomeam a "Força-Z" para "Força-T". Estrelas Convidadas: Audrey Whitby, Jeff Meacham, Daniele Gaither, Dana Snyder, Joey Bragg, Daran Norris e Natasha Hall |      |                                                                                      |                       |                                      |                                                                |                    |                        |